# Gregoriańskie Muzeum Etruskie
Gregoriańskie Muzeum Etruskie (wł. Museo Gregoriano Etrusco) – dział Muzeów Watykańskich założony w 1836 roku.
Kolekcja obejmuje artefakty związane z kulturą etruską: sztuka stosowana, wytwory z brązu, złota, ceramiki. Pomieszczenia zdobią zabytkowe szesnastowieczne freski.

## Historia
W pierwszej połowie XIX wieku w wielu miastach starożytnej Etrurii prowadzono prace archeologiczne. Odnalezione artefakty z obszaru Państwa Kościelnego trafiały na dwór papieski. W 1837 papież Grzegorz XVI powołał do istnienia Muzeum Etruskie, stąd jego nazwa. Po upadku Państwa Papieskiego w 1870 kolekcja była wzbogacana poprzez zakupy oraz bogate donacje kolekcjonerów. Do zbiorów watykańskich dołączono następujące kolekcje: Falcioni (1898), Benedetto Guglielmi (1935), Mario Astarito (1967), Giacinto Guglielmi (1987). Muzeum ma swoją siedzibę w dawnym Palazzo del Belvedere z czasów papieża Innocentego VIII, zaprojektowanym przez Antonia Pollaiuolo. Część zbiorów prezentowana jest też w przebudowanym tzw. Appartamento di Tor dei Venti, zaprojektowanym przez Michała Anioła i Girolamo da Carpi, a ukończonym przez Pirro Ligorio. W tej części Muzeów Watykańskich znajdują się Schody Bramantego (wł. Scala del Bramante) zaprojektowane 1504–1505, ukończone w 1564 roku przez Pirro Ligorio.
Sale muzealne zdobią oryginalne freski autorstwa takich malarzy szesnastowiecznych, jak: Federico Barocci, Federico Zuccaro (1563), Santi di Tito oraz Niccolò Circignani (1564).

## Kolekcja
Prezentowane zabytki z okresu od IX–I wiek p.n.e. dają możliwość poznania tysiącletniej historii Etrusków.
Sekcja poświęcona starożytnościom rzymskim obejmuje artefakty nawet z końca V wieku n.e.: brązy, szkło, kość słoniową, terakotę i ceramikę z Rzymu i terenu Lacjum. Kolekcja obrazująca historię malarstwa antycznego obejmuje greckie, etruskie i pochodzące ze zhellenizowanych miast południowej Italii wazy figuralne.

### Sala I. Protohistoria Etrusków i Lacjum
W pierwszej sali muzealnej zgromadzono artefakty z wczesnej epoki żelaza z terenu Etrurii oraz znaleziska, w których widoczne są wpływy wschodnie z VII–VI wieku p.n.e. Etruskie ossuaria z Vulci (Wulczi) znalezione pod koniec XVIII wieku, zdobione we wzory geometryczne. Archaiczna ceramika z wpływami z greckiej Eubei i Cyklad. Wyposażenie grobowe z IX w. p.n.e. znalezione w Castel Gandolfo. Dłonie z brązu z VII w. p.n.e. zdobione małymi złotymi ćwiekami. Archaiczny rydwan z brązu z 550–540 p.n.e., w kolekcji watykańskiej od 1804 roku.

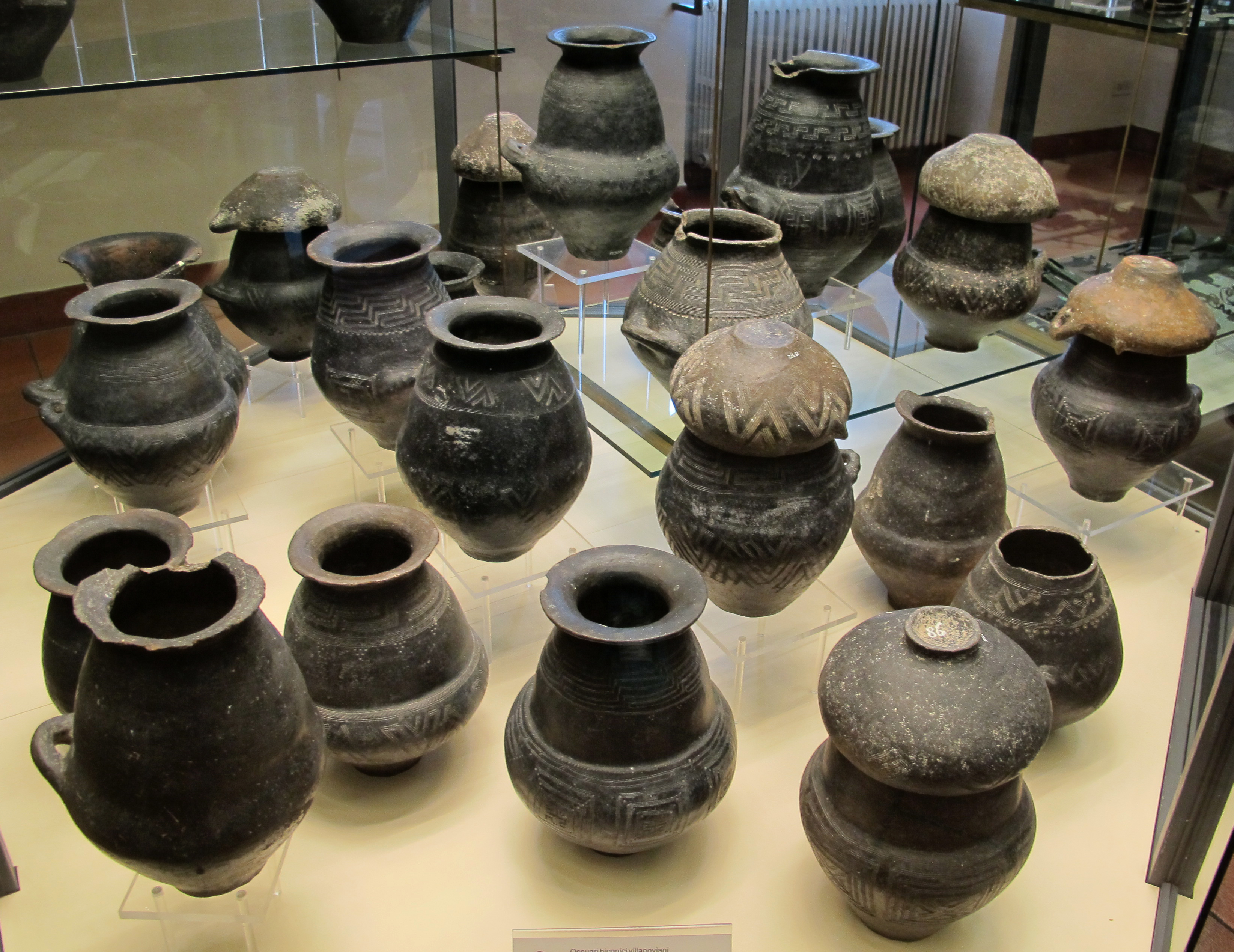
Ossuaria dwustożkowe z Vulci (IX–VIII w. p.n.e.)
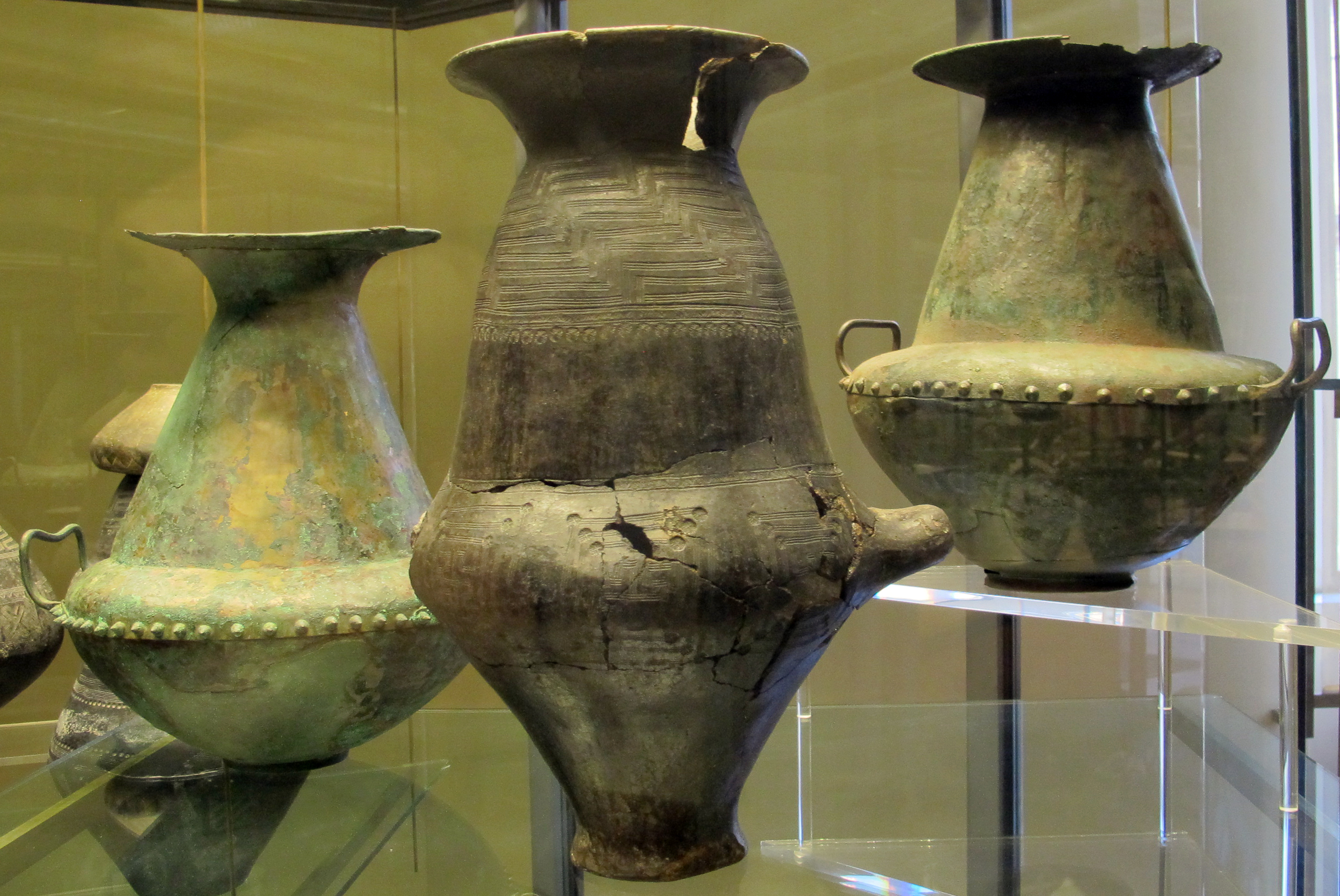
Ossuaria dwustożkowe z Vulci (IX–VIII w. p.n.e.)
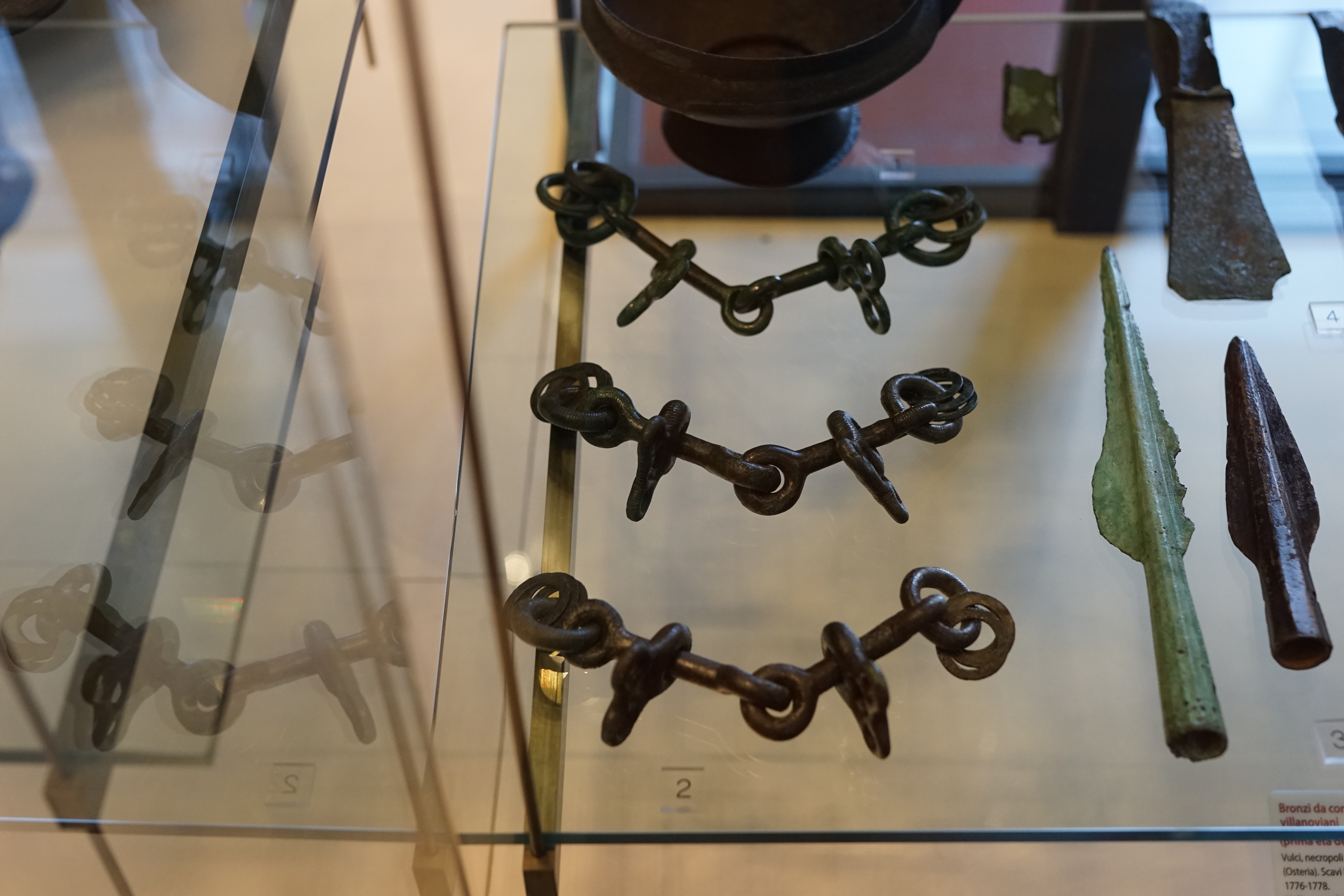
Artefakty z brązu, wyposażenie grobowców z Vulci
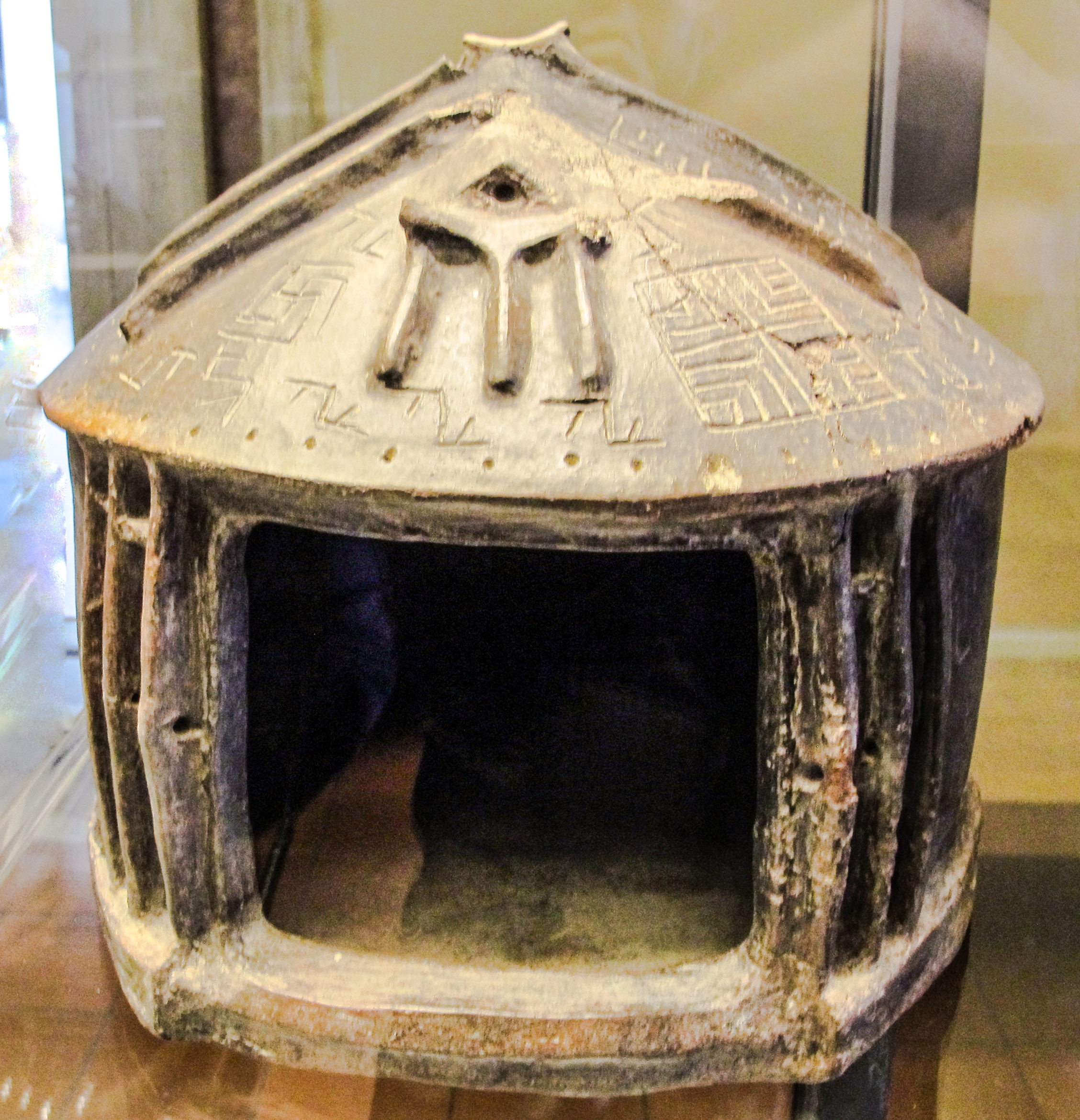
Urna z Castel Gandolfo (900–850 p.n.e.)
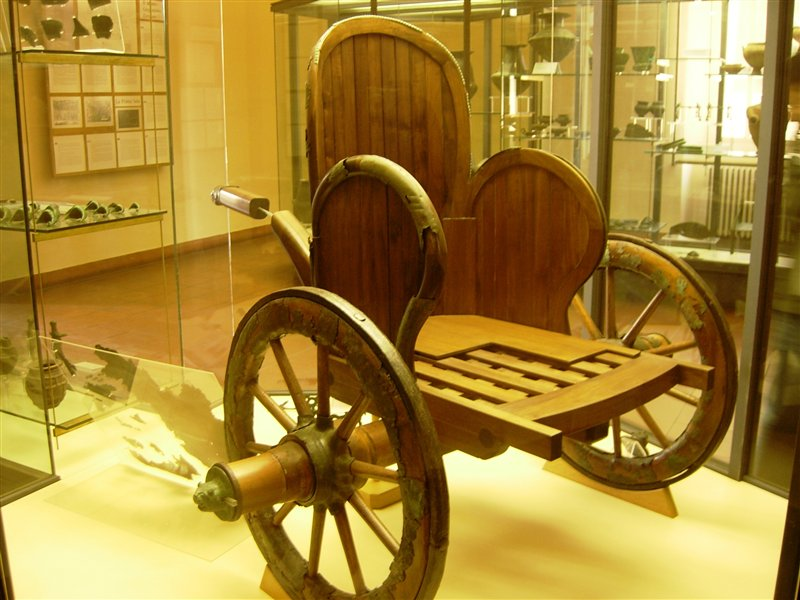
Etruski rydwan (550–540 p.n.e.)
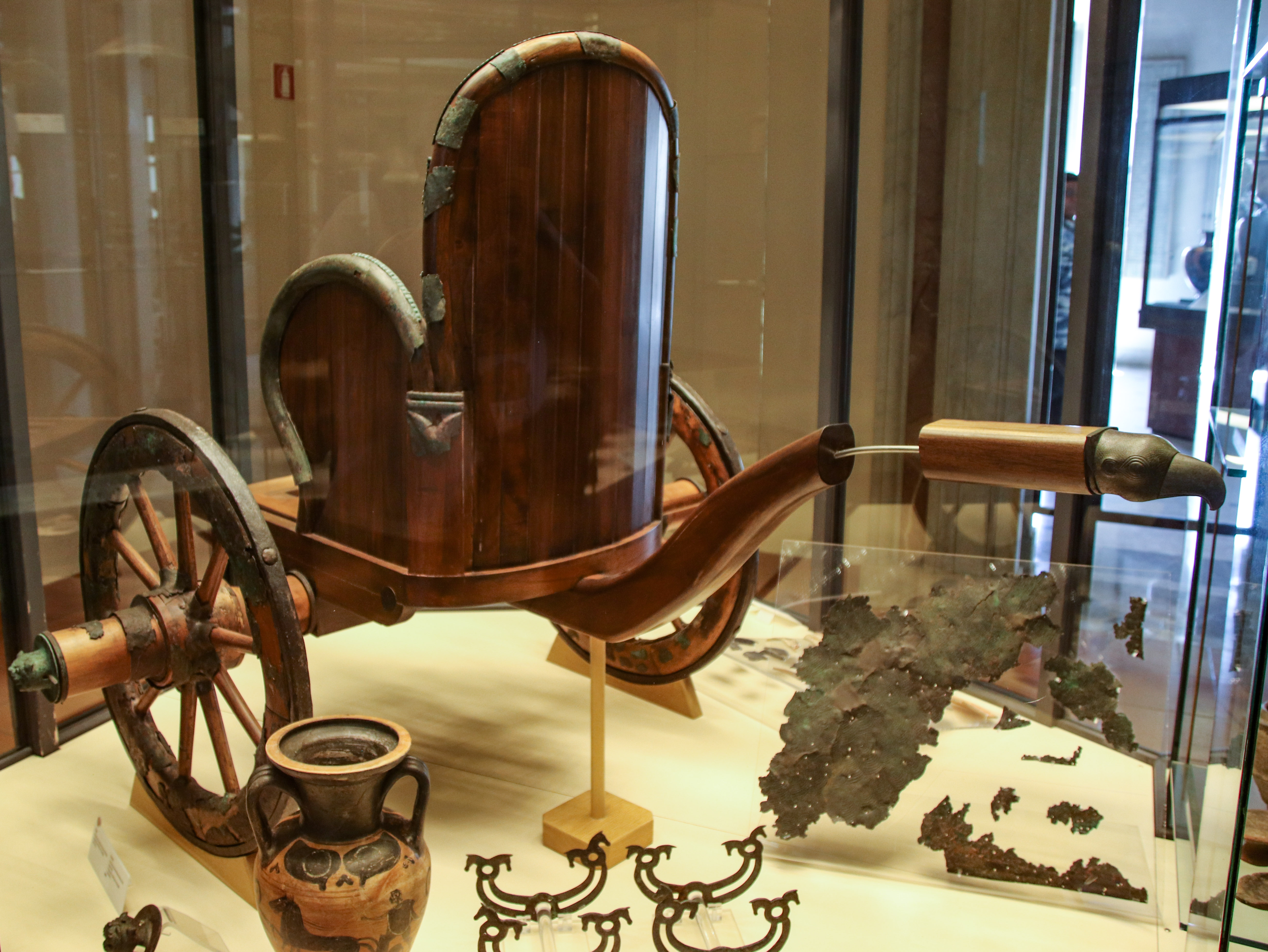
Etruski rydwan

### Sala II. Grób Regolini-Galassi
W drugiej sali, ozdobionej freskami Federico Barocci, Federico i Taddeo Zuccaro w 1563 roku, przedstawiającymi sceny z życia Mojżesza i Aarona, zgromadzono artefakty pochodzące z Sorbo (Cerveteri) znalezione przez gen. Vincenzo Galassiego i ks. Alessandra Regoliniego podczas wykopalisk przeprowadzonych w latach 1836–1837. Podczas prac odkryto dziewięć grobów. Do pierwszych znalezisk dołączono materiał pochodzący z Grobu Giulimondi wydobyty w 1906 roku przez Giovanniego Pinzę.
Wyposażenie grobowe zdobione na sposób wschodni, trójnogi, naczynia, łoże z brązu, wóz, elementy rydwanu, statuetki, fibule, ampuły, urny.

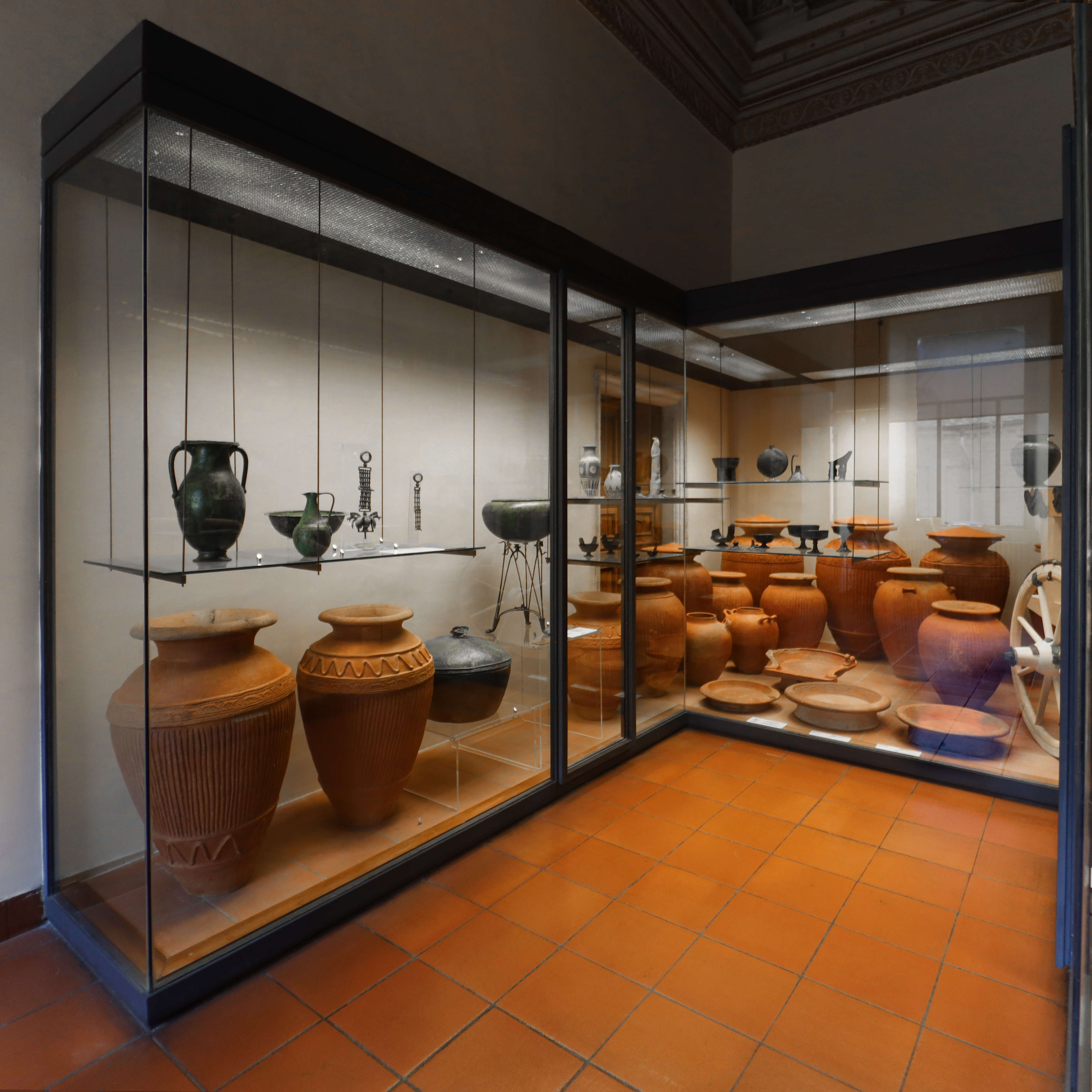
Ekspozycja
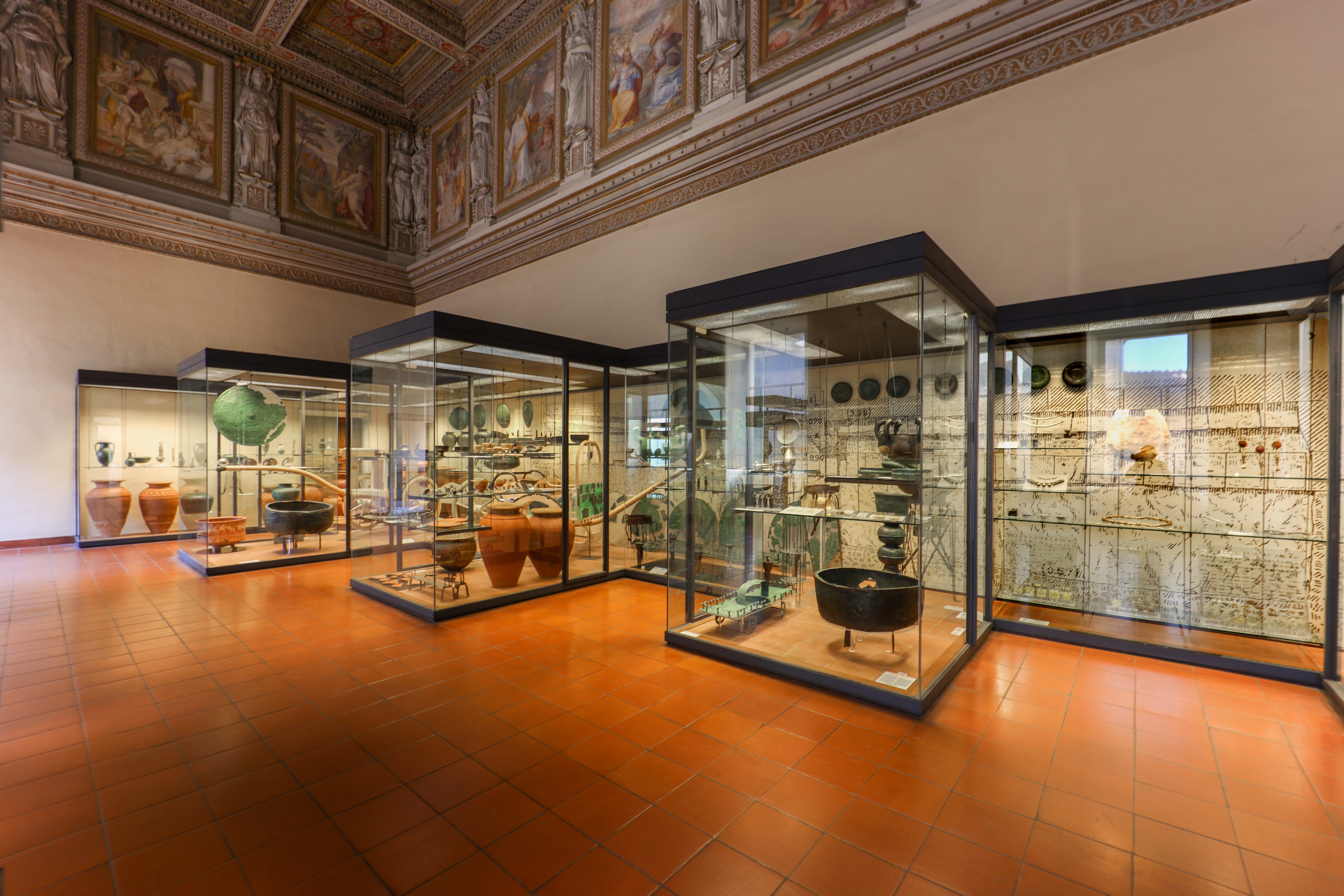
Ekspozycja
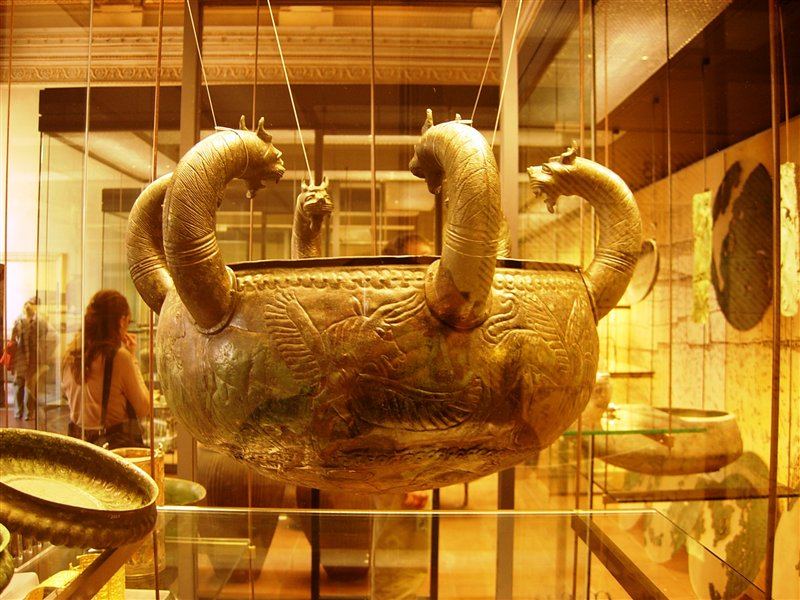
Garniec z sześcioma protomami lwów, 675–650 p.n.e.
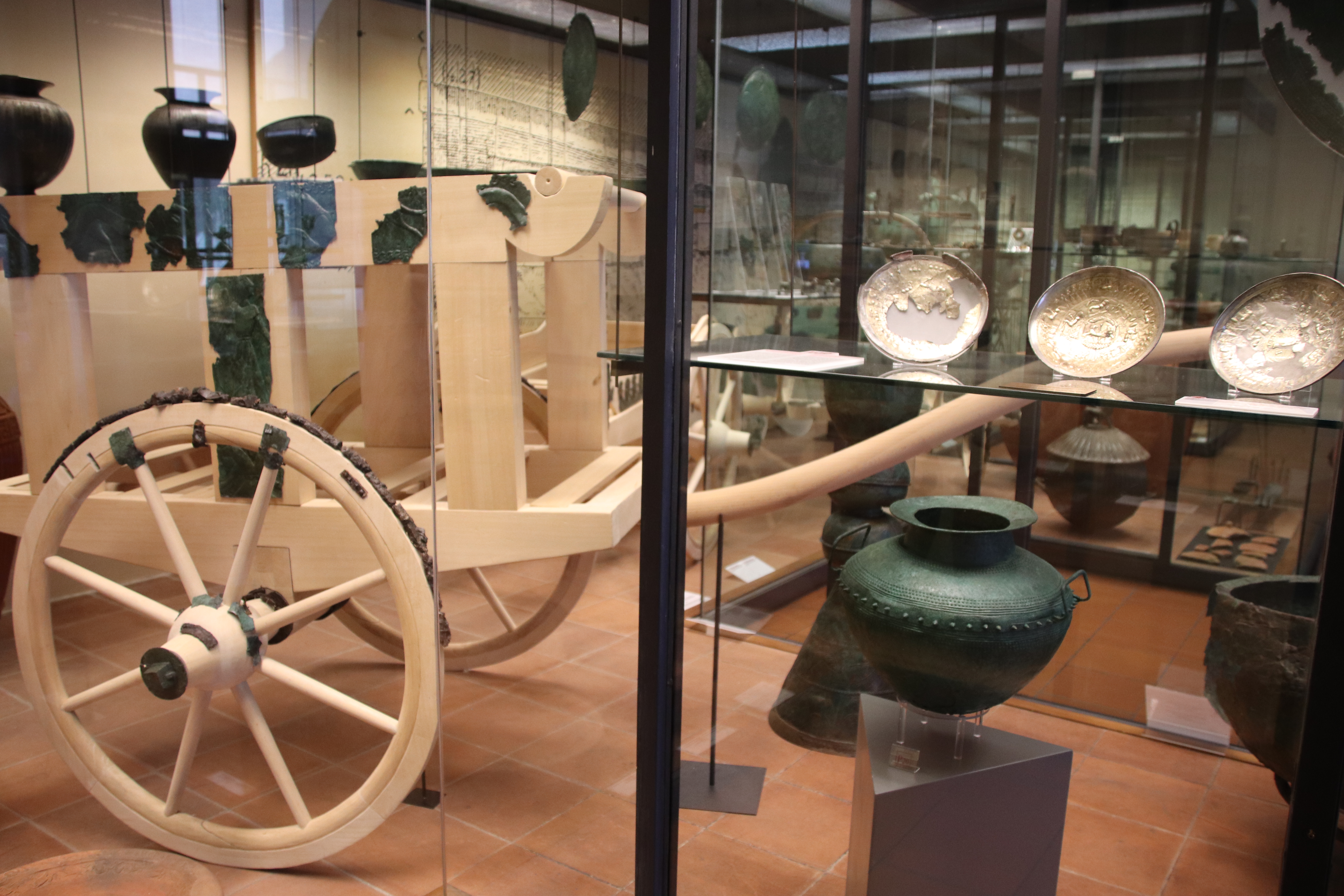
Rydwan i naczynia

### Sala III. Artefakty w brązie
W trzeciej sali, ozdobionej freskami z 1564 roku ze scenami biblijnej historii o Danielu i Nabuchodonozorze (Santi di Tito i Niccolò Circignani), muzealnicy zgromadzili artefakty z brązu ułożone w sensie chronologicznym. Ozdobą sali jest rzeźba z końca V w. p.n.e. lub początku IV w. p.n.e. – Mars z Todi. W gablotach: hełmy, ostrza, tarcze, elementy zbroi, nagolenniki, kołpaki. Rzeźbiony owalny zbiornik (wł. cista) z pokrywą z walczącymi Amazonkami, Vulci, 340–300 p.n.e.

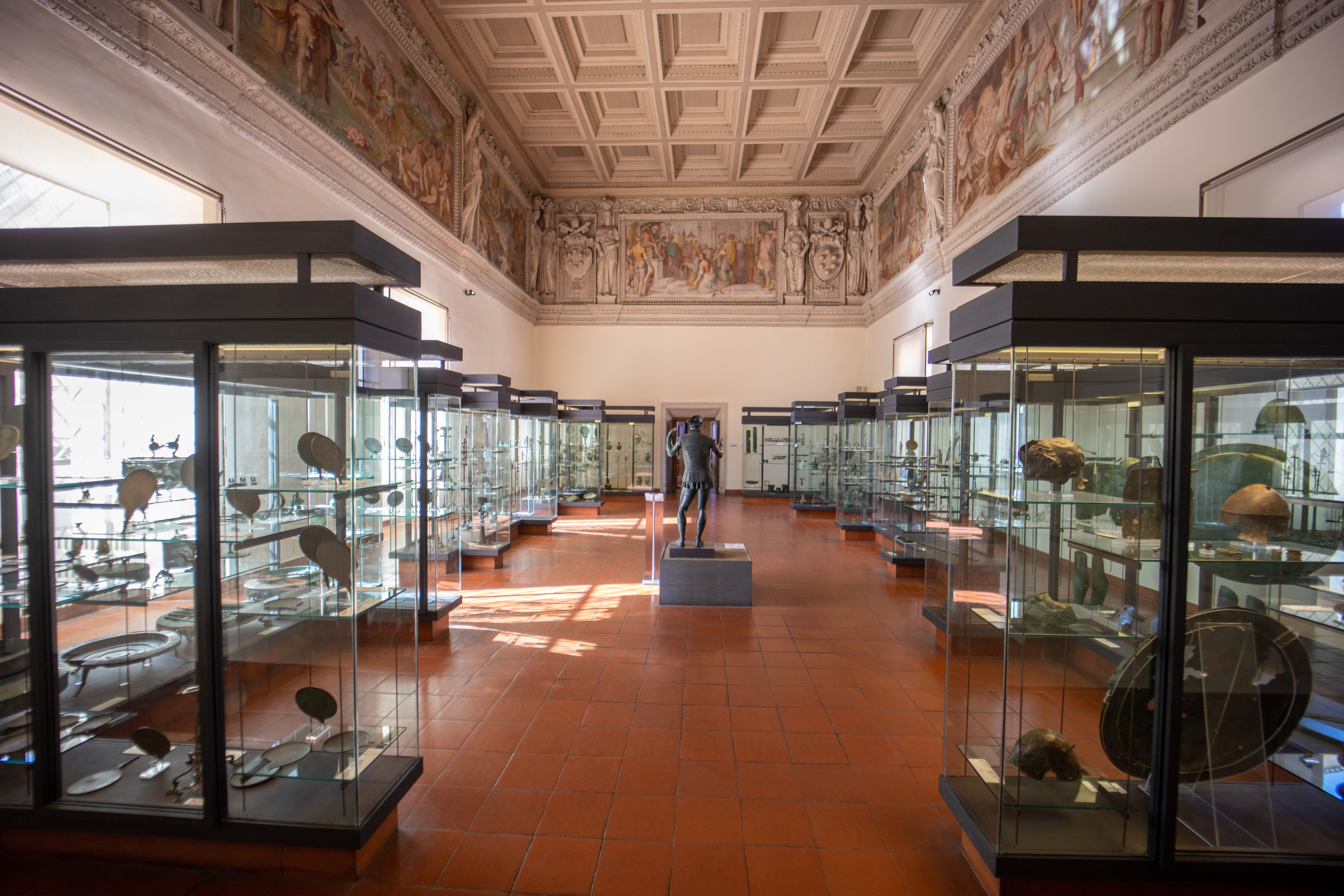
Ekspozycja
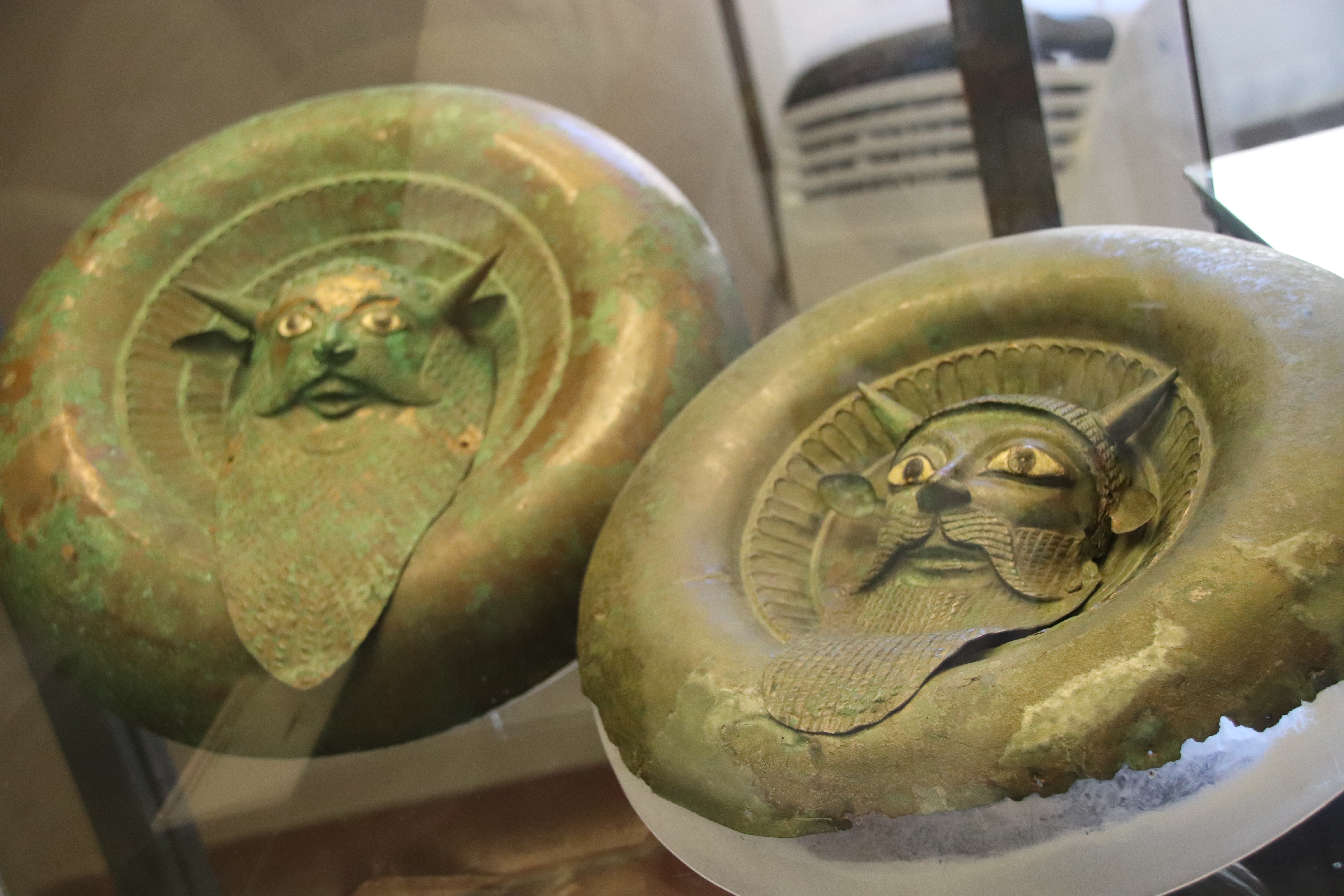
Kołpaki VI–V w. p.n.e.
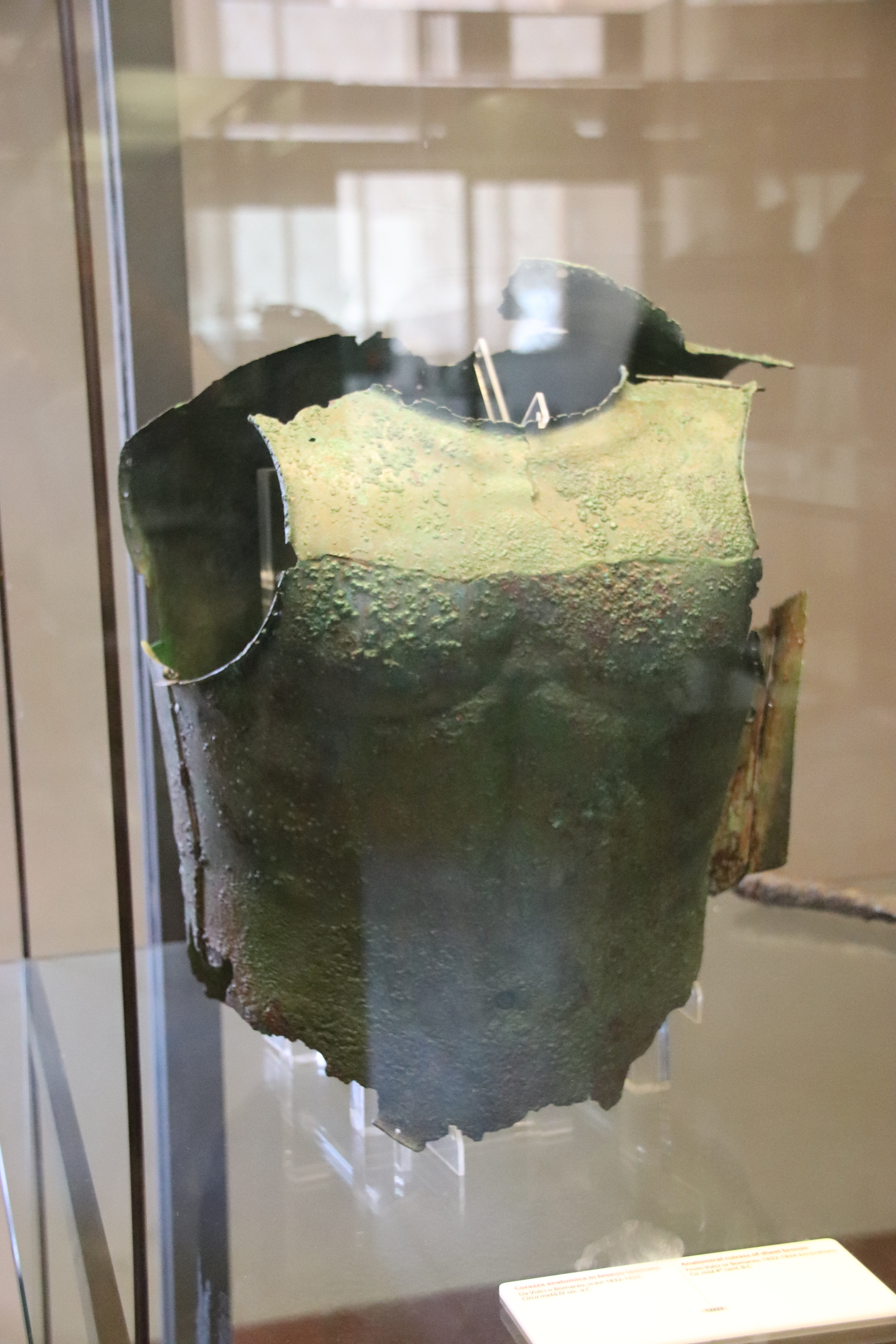
Zbroja
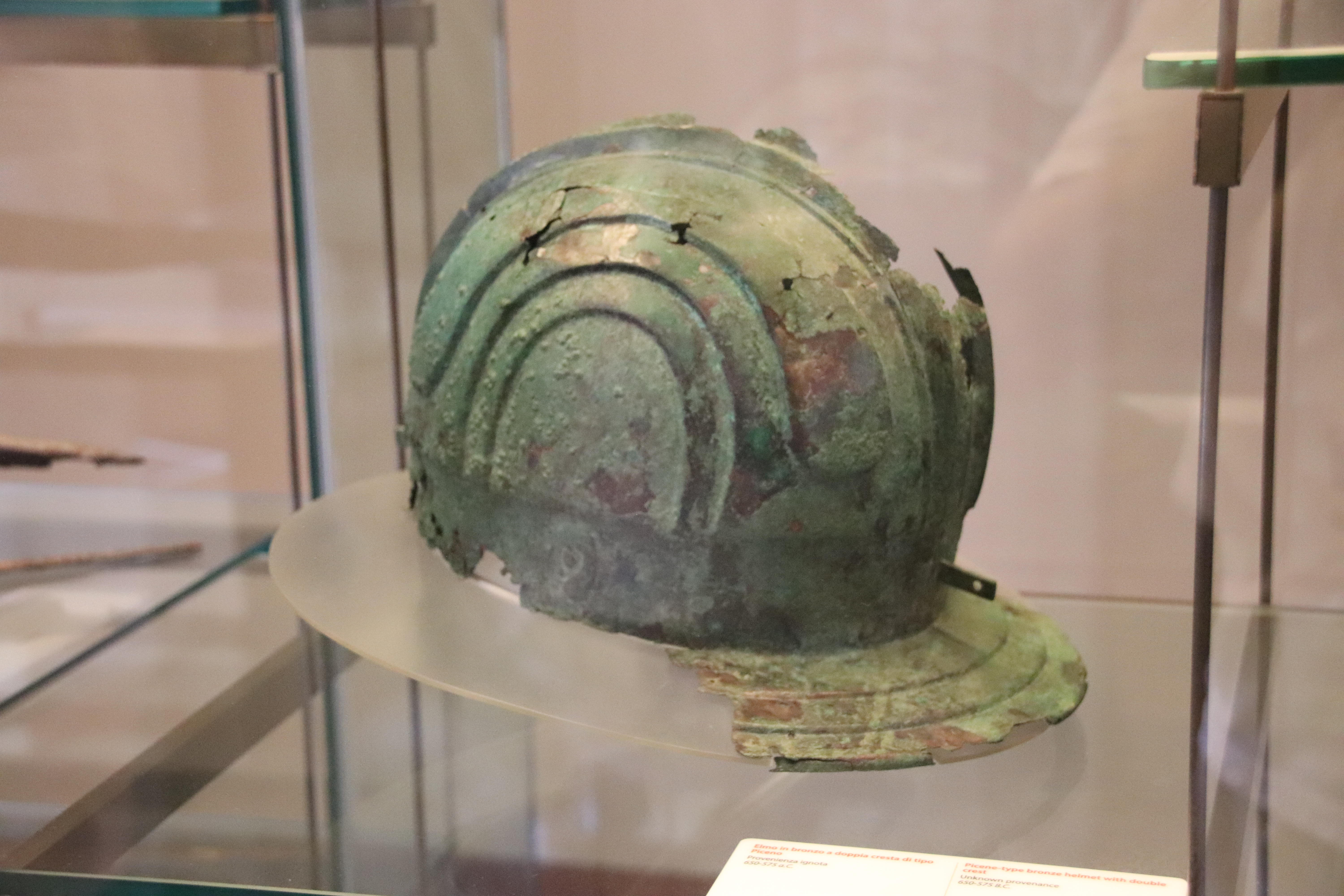
Hełm
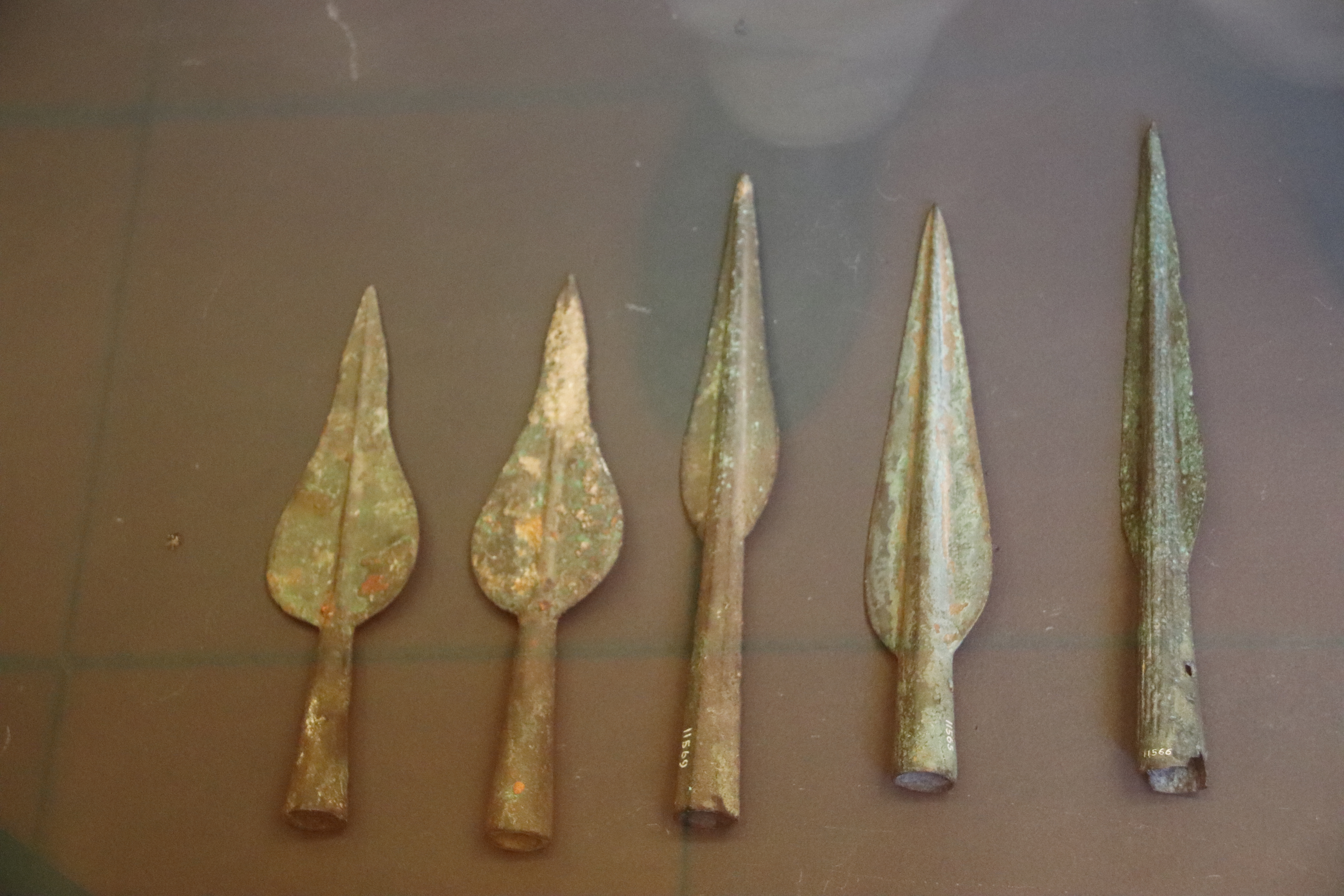
Ostrza
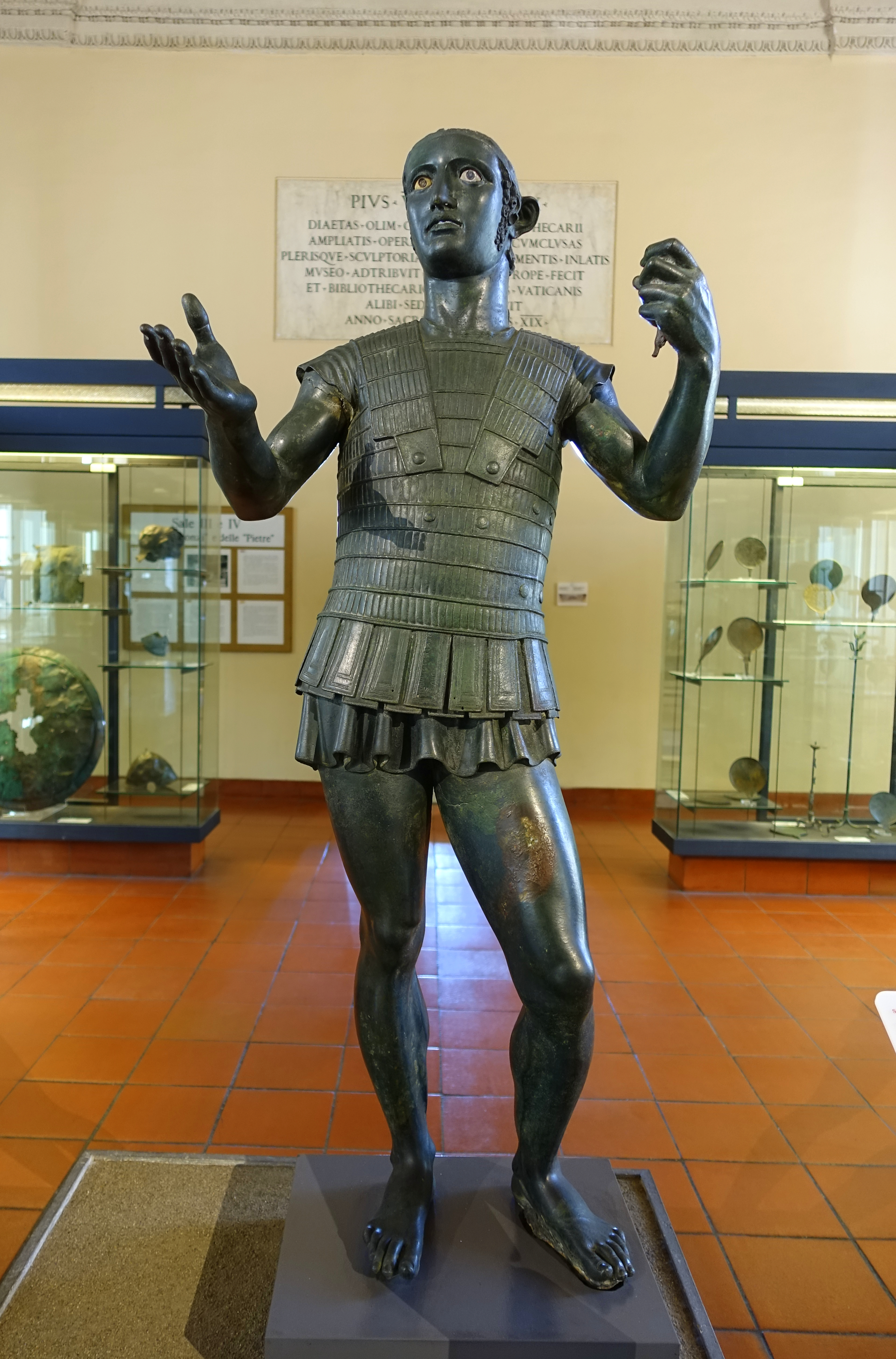
Mars z Todi
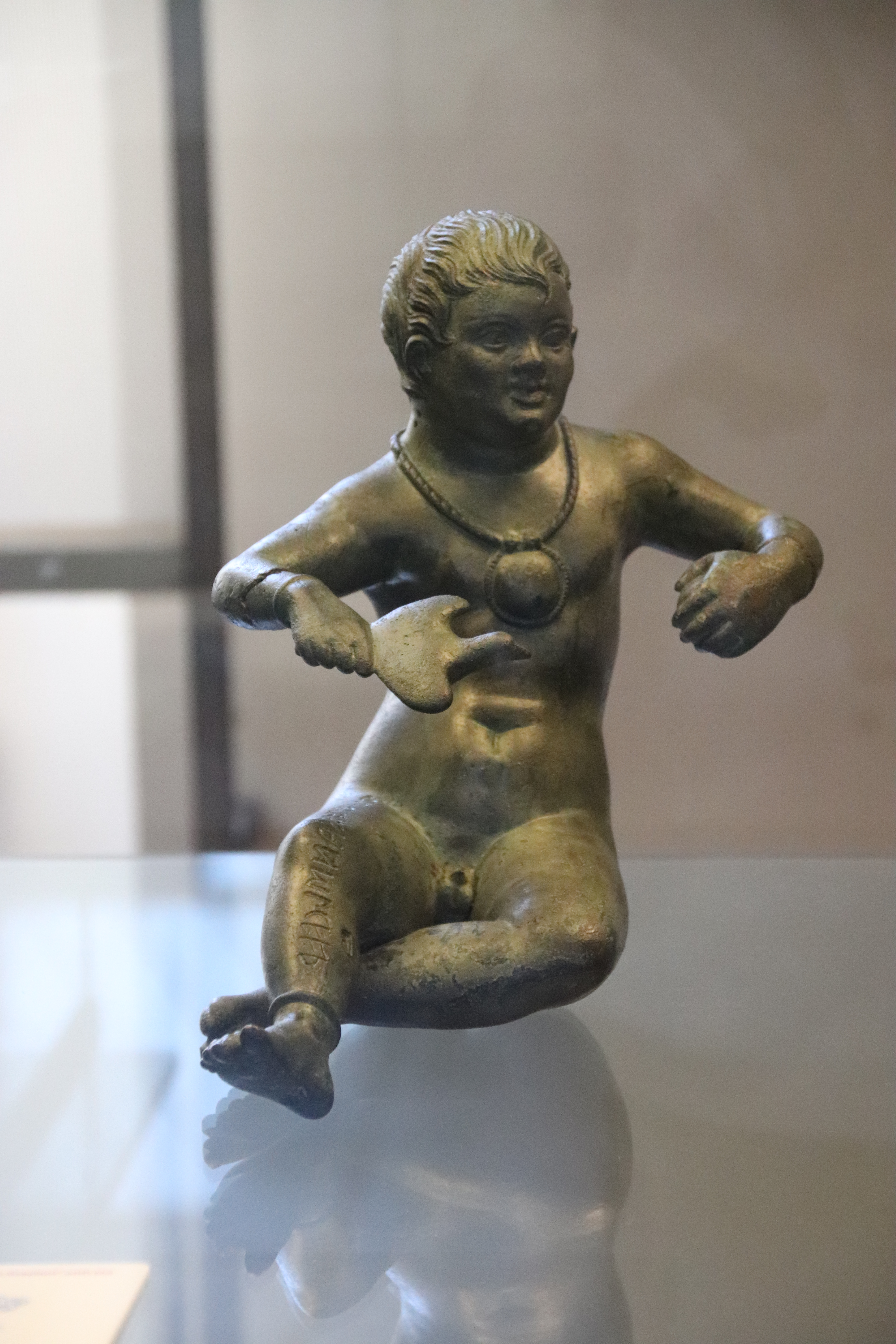
Putto Graziani II w. p.n.e.
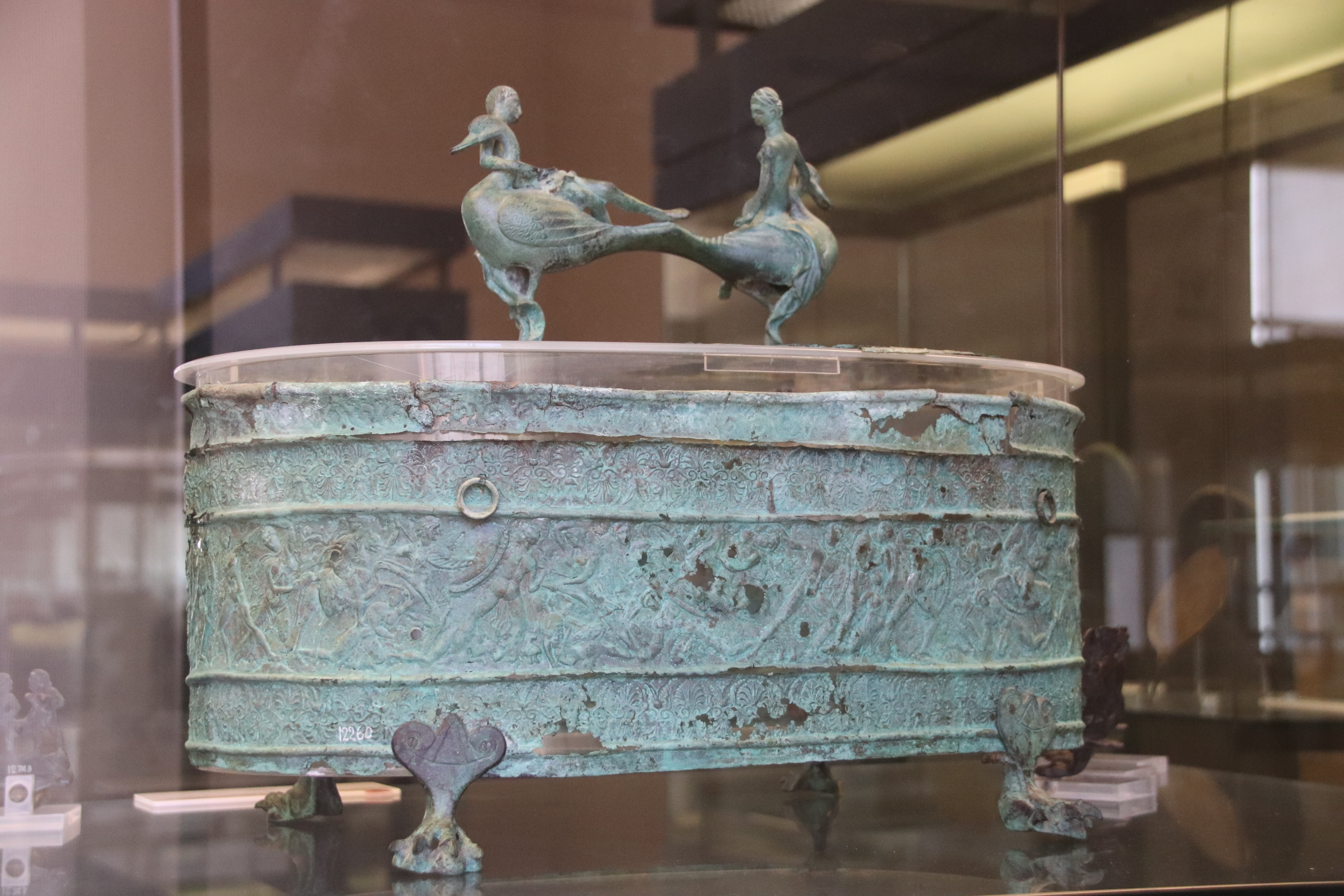
Ceber z Amazonkami (Nr inw. 12260)

### Sala IV. Artefakty w kamieniu
W czwartej sali prezentowana jest kolekcja obejmująca: sarkofagi, urny, rzeźby, płaskorzeźby i inskrypcje. Materiał obejmuje znaleziska pochodzące z wykopalisk w takich miejscowościach, jak: Chiusi, Vulci,  Cerveteri, Orte, Palestrina. Artefakty pochodzą z VI–I wieku p.n.e.
W ekspozycji:
- tzw. Sarkofag Poety (wł. Sarcofago del Poeta), tuf (wł. nenfro), Tarquinia, ok. 300 p.n.e.[e][13]
- sarkofag z polichromowanym reliefem przedstawiający kondukt pogrzebowy, Cerveteri-Banditaccia, 400–375 p.n.e.[f][14]
- sarkofag z grobowca Vipinanów (wł. Sarcofago dalla tomba dei Vipinana), tuf, Carcarello, 310–300 p.n.e.[g][15]
- tzw. Sarkofag Urzędnika (wł. Sarcofago del Magistrato), Tuscania, 300–250 p.n.e.[h][16]
- dwie protomy z głowami końskimi, tuf, Vulci, koniec IV w. p.n.e.[i][17][18]
- dwa posągi warczących lwów z tufu (z Vulci)[j][19]
- statuetka kobiety
- stela z dwujęzyczną inskrypcją nagrobną w języku celtyckim i łacińskim, trawertyn, Todi, druga połowa II wieku p.n.e.[k][20]

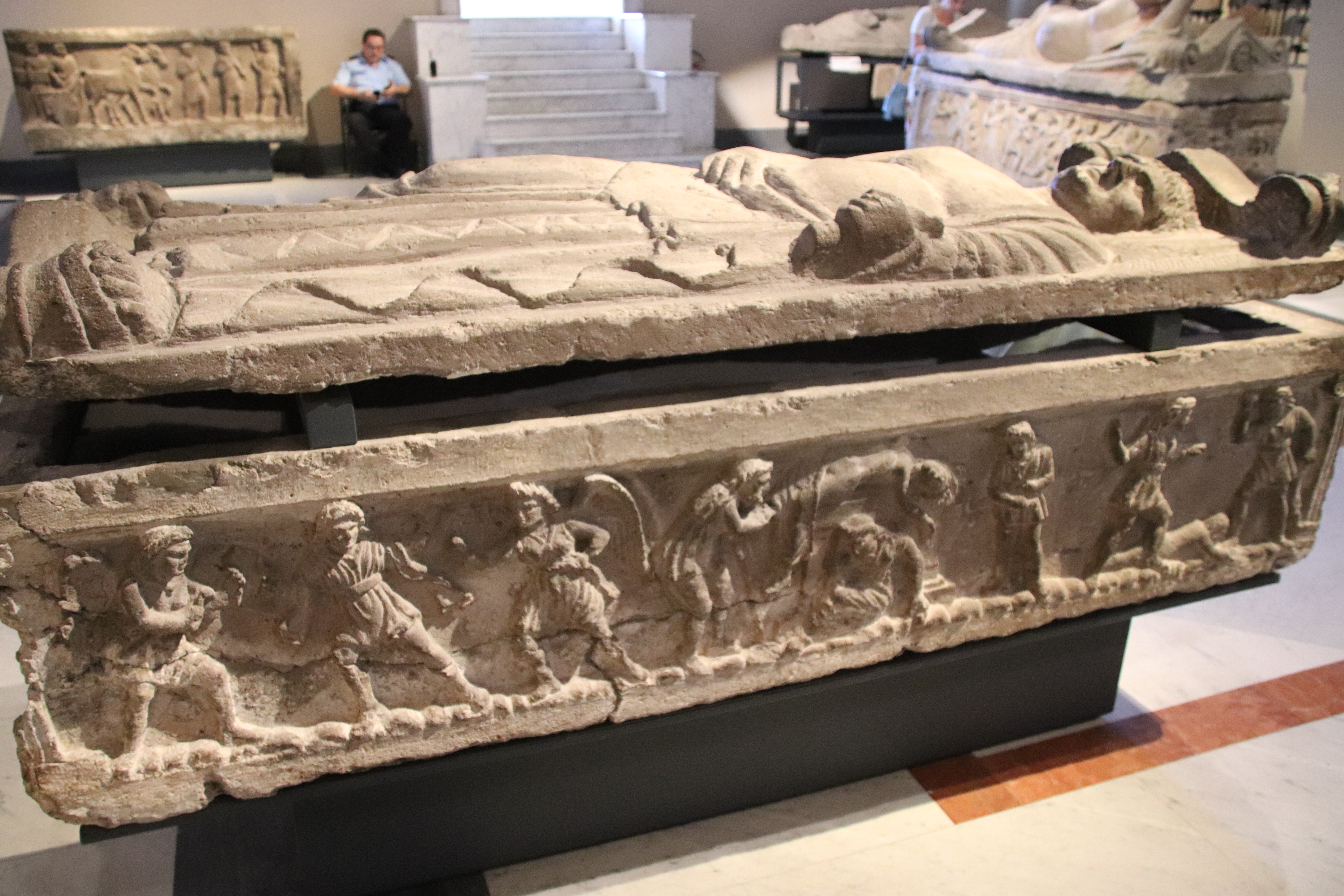
Tzw. Sarkofag Poety (Nr inw. 14561)
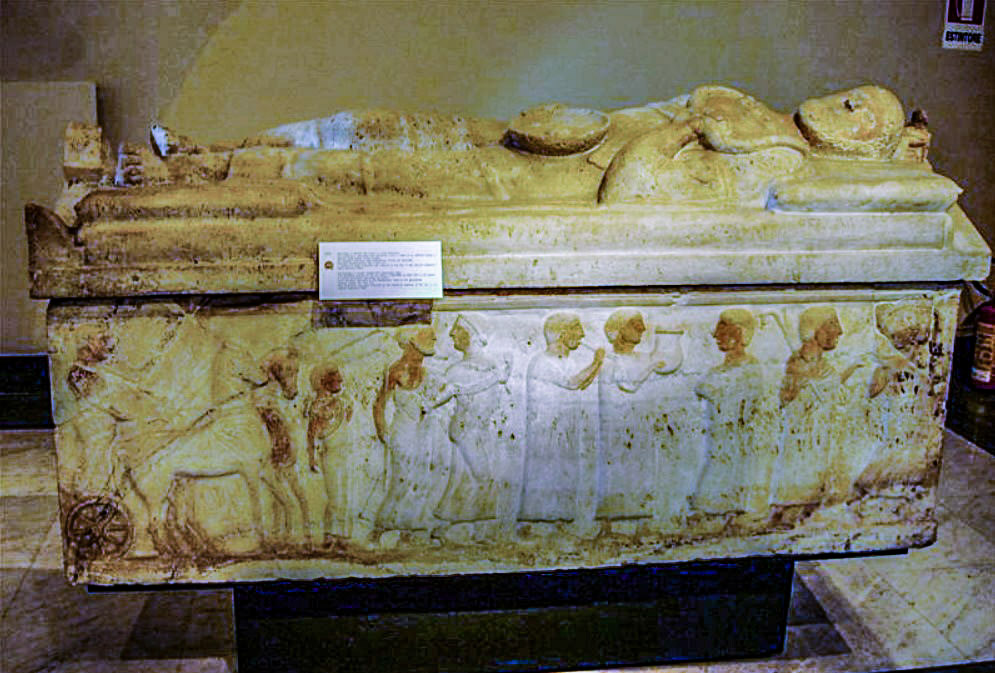
Sarkofag z polichromowanym reliefem (Nr inw. 14949)
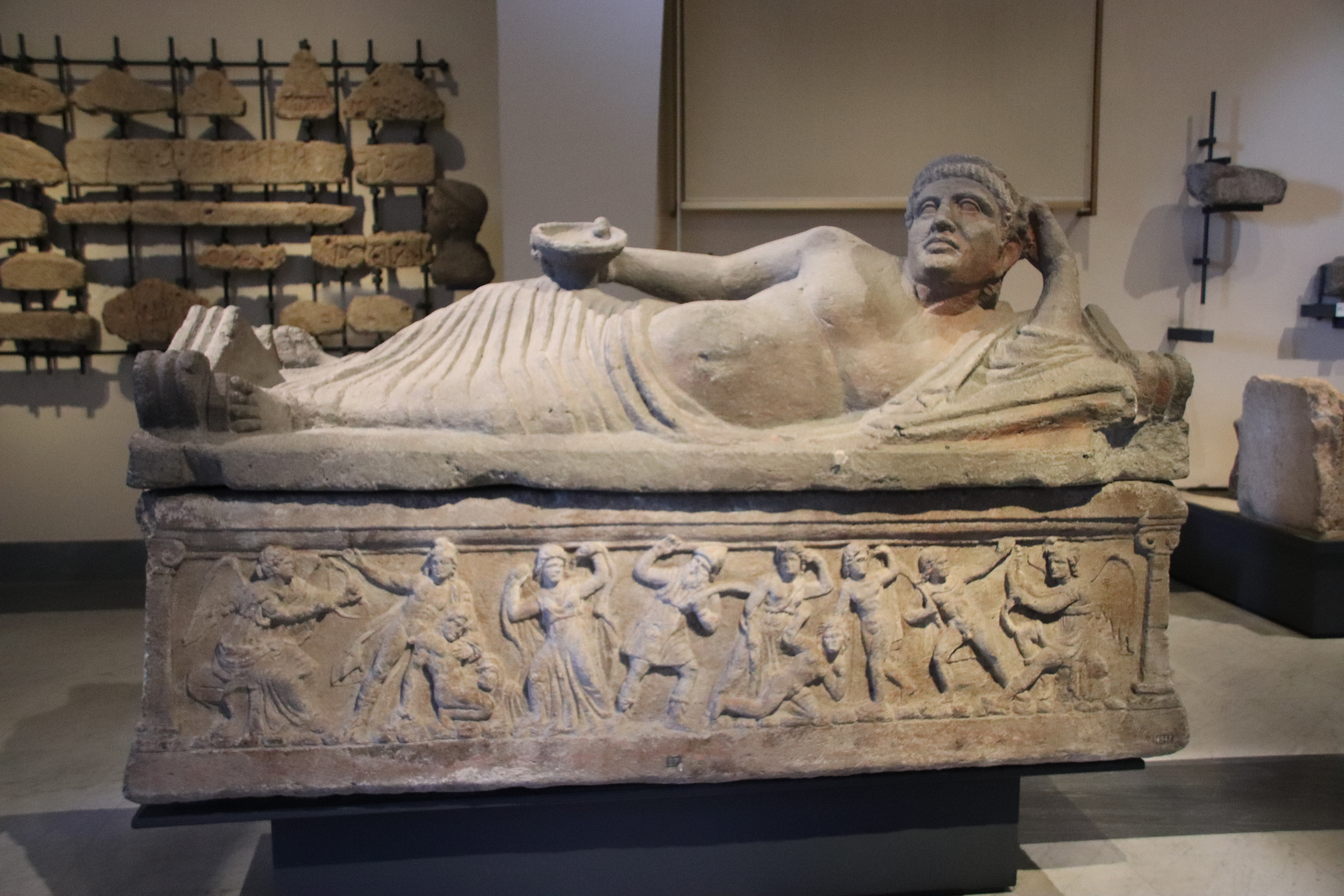
Sarkofag z grobowca Vipinanów (Nr inw. 14947, 75962)
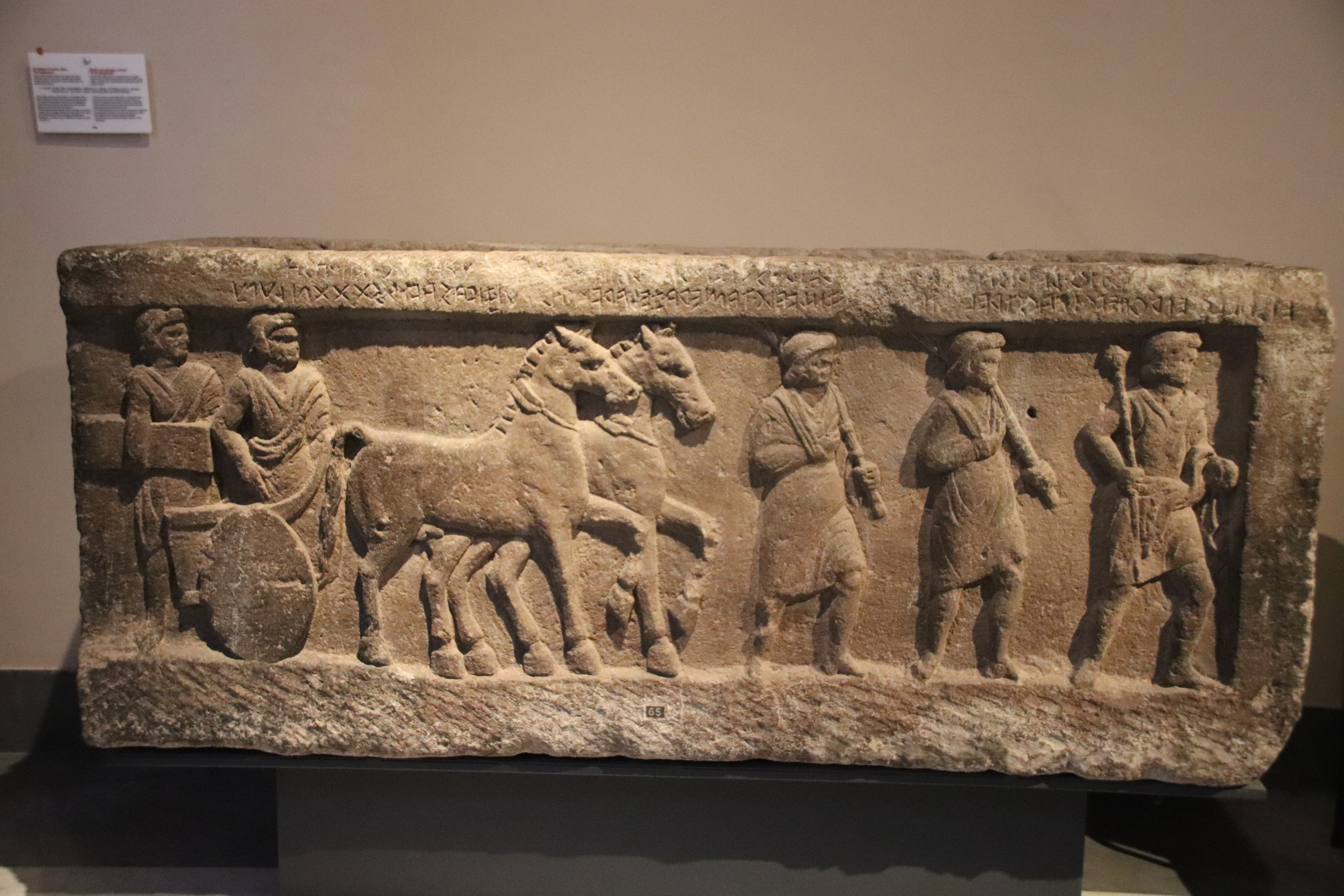
Tzw. Sarkofag Urzędnika (Nr inw. 14950)
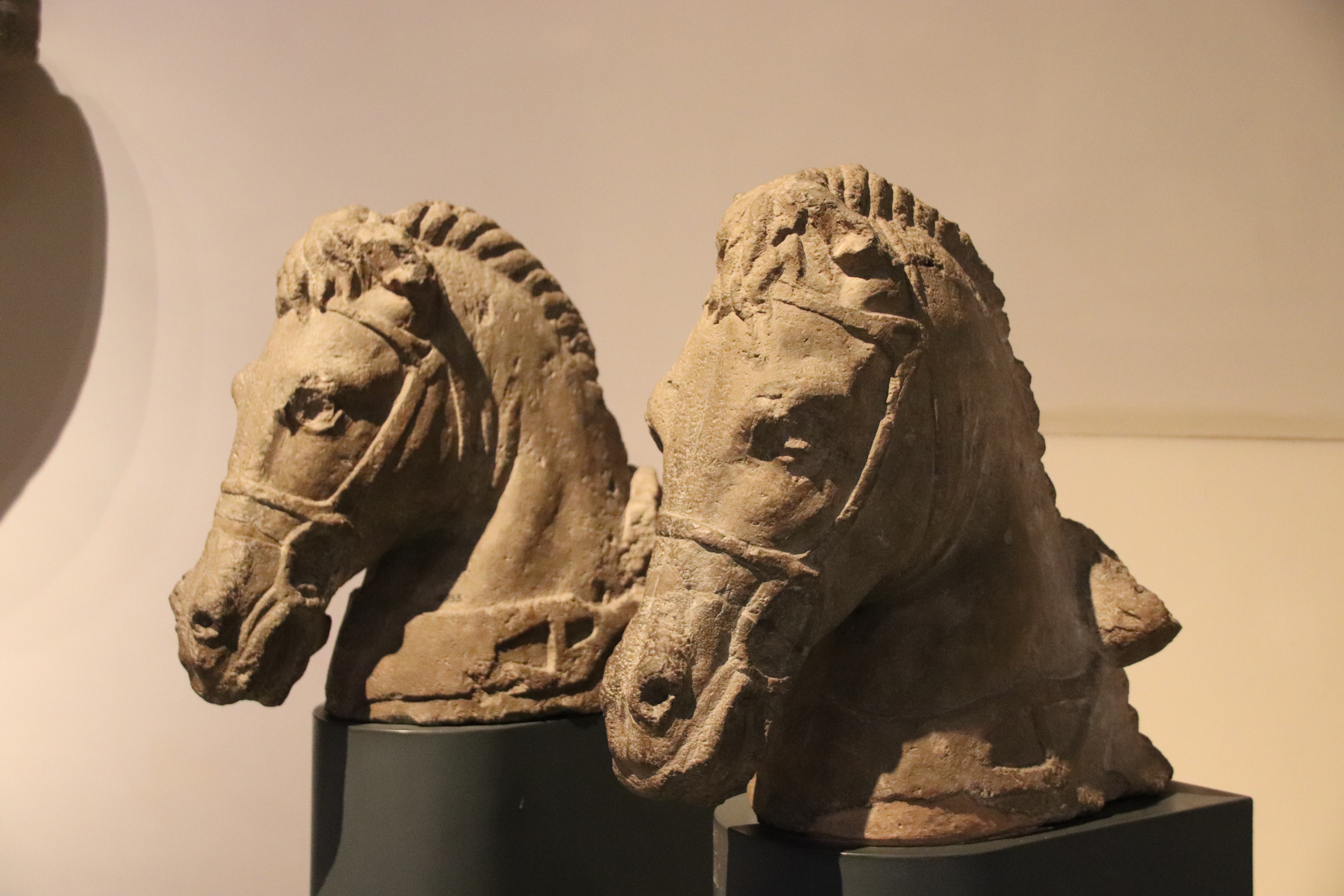
Protomy z głowami końskimi (Nry inw. 14953, 14954)
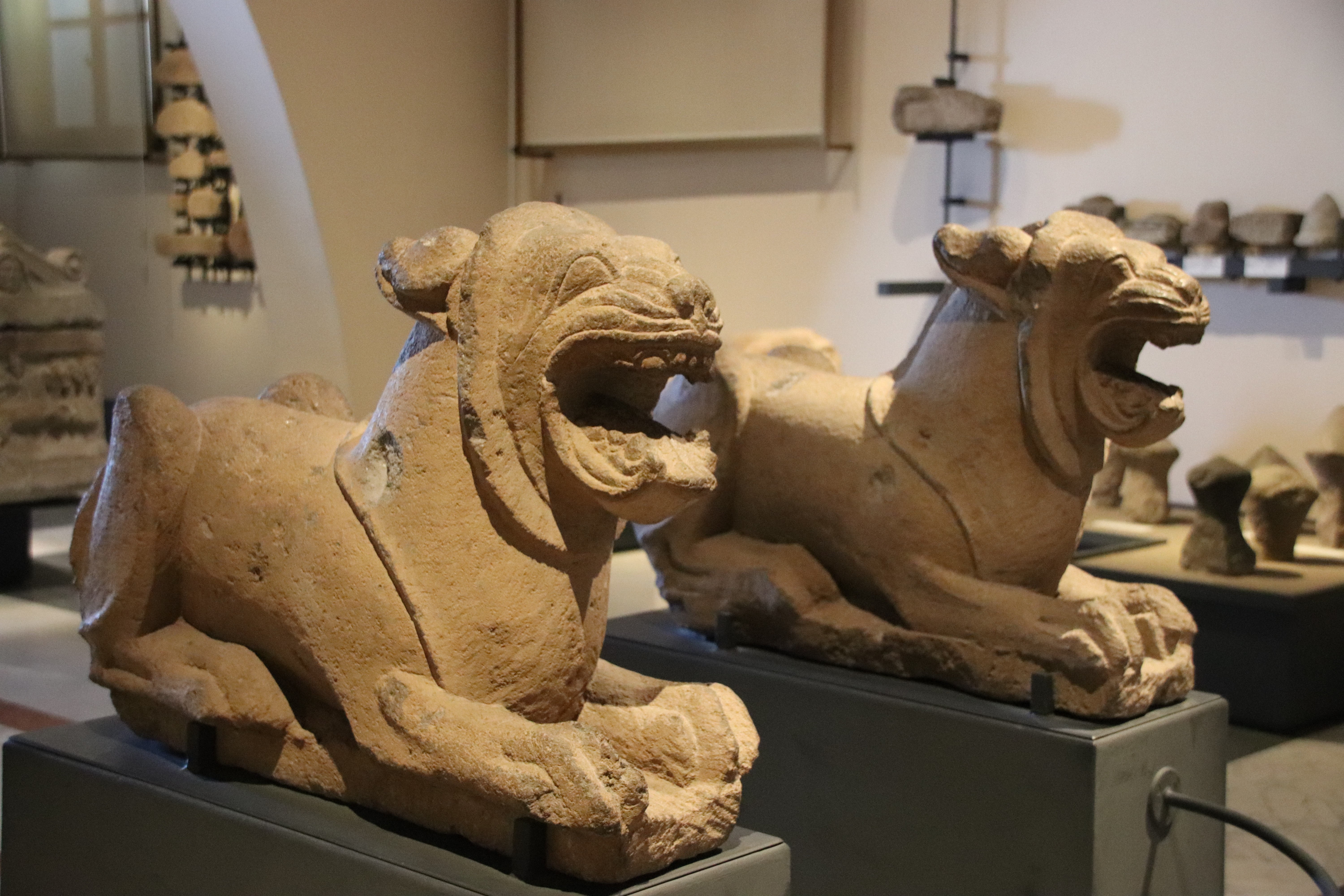
Lwy z tufu (Nry inw. 14955, 14956)

### Sale V i VI. Artefakty w terakocie
W tych salach prezentowane są etruskie artefakty z terakoty: elementy architektoniczne, wota. Nad schodami do sali VI znajduje się rekonstrukcja zadaszenia z antefiksami z Cerveteri. Bogata kolekcja wotów pochodzi z antycznej Cære (Cerveteri), datowane na koniec IV i początek III p.n.e. Często wota te były wykonywane za pomocą form. Przedstawiają części ciała (głowy, organy), produkty spożywcze, zwierzęta ofiarne. Zdarzają się też posążki. Niektóre nawiązują do późnoklasycznej sztuki hellenistycznej. W ekspozycji, m.in.:
- antefiksy z głowami menady i sylena, terakota, Cerveteri, IV w. p.n.e.[l][22][23]
- antefiks w formie kobiecej głowy, Cerveteri, 525-500 p.n.e.[m][24]
- akroterion w kształcie Pegaza, Cerveteri, 500-475 p.n.e.[n][25][26]
- popiersie kobiety, Cerveteri, 300-250 p.n.e.[o][27]

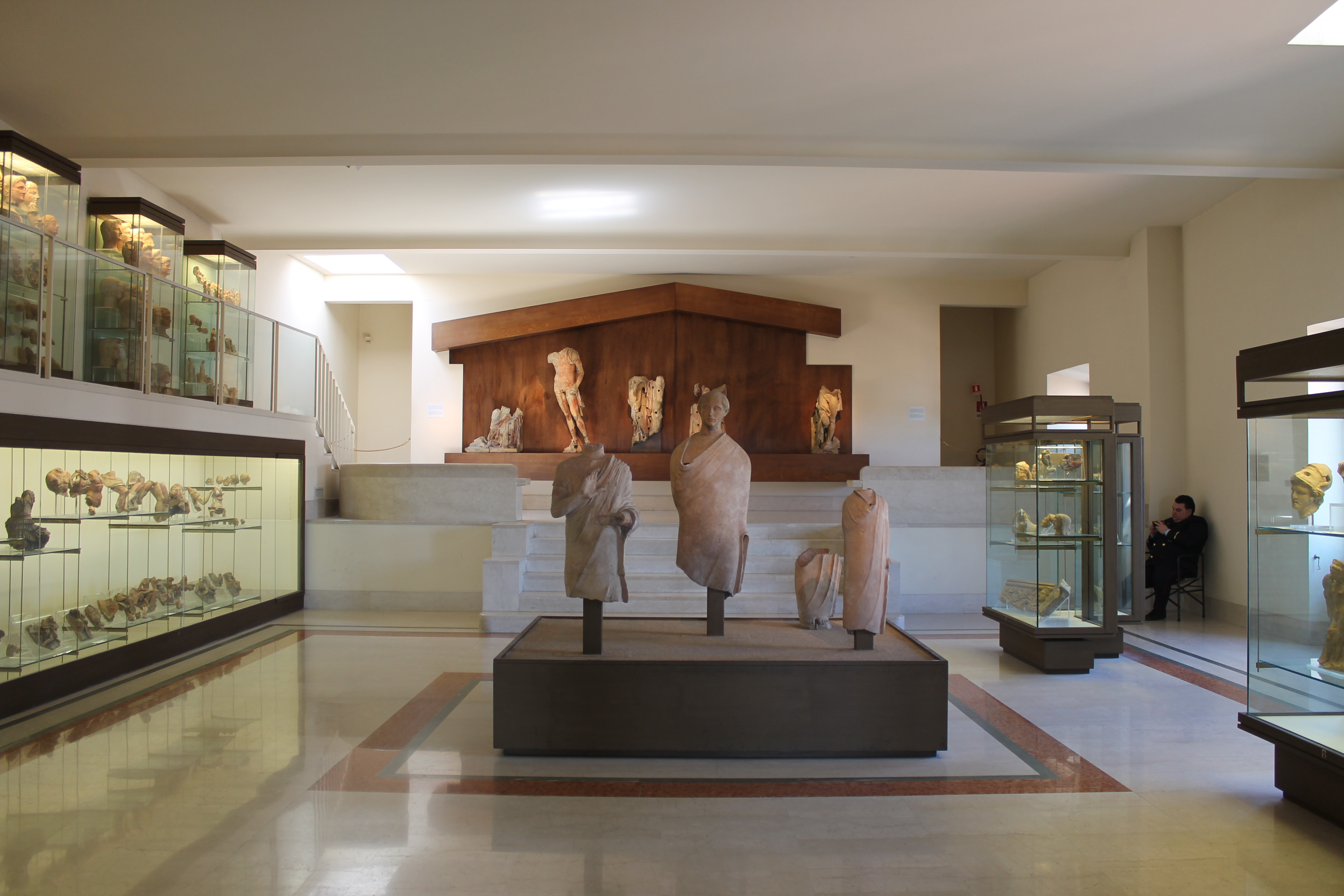
Fragment ekspozycji (sala VI)
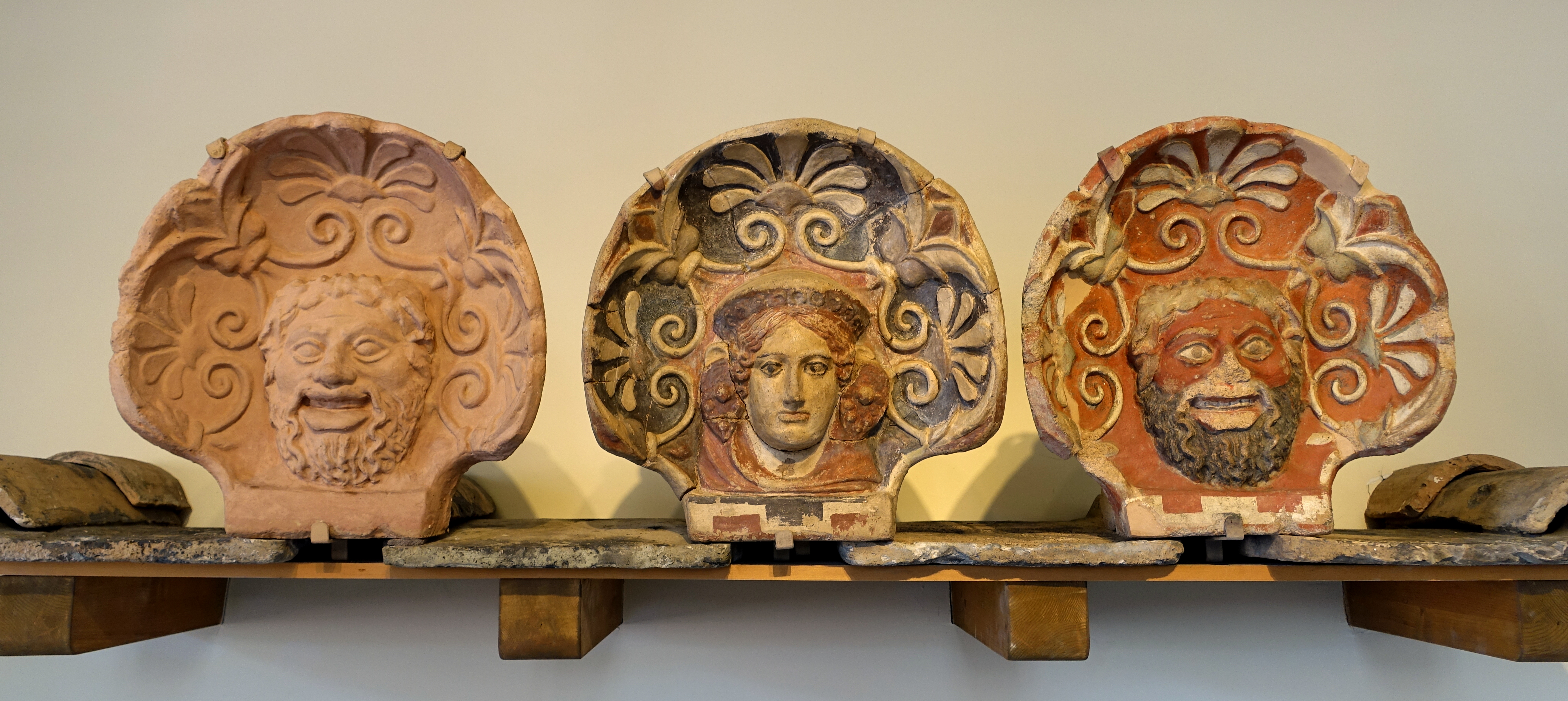
Antefiksy z głowami menady i sylena (Nry inw. 13978, 14118)
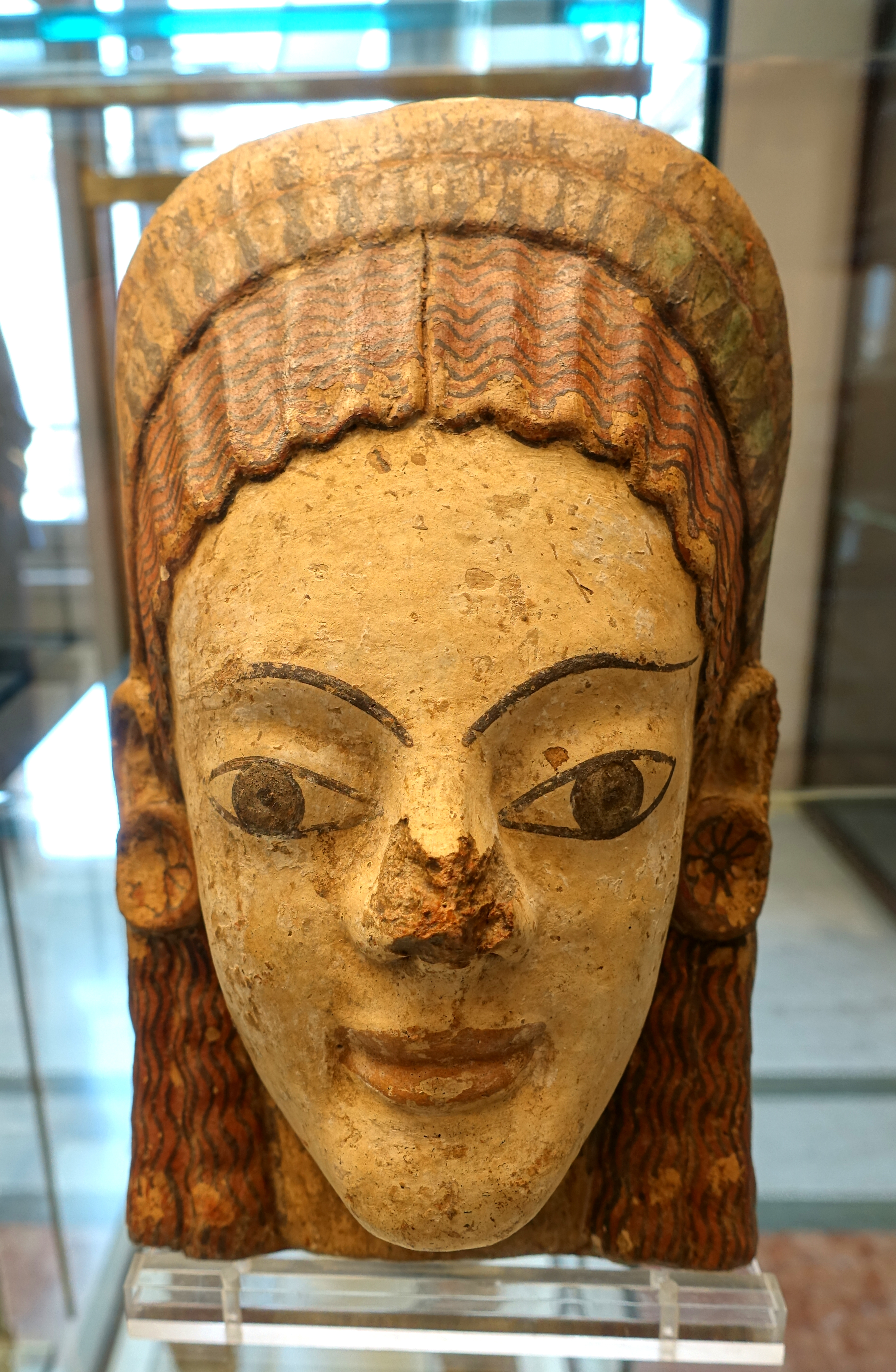
Antefiks w formie kobiecej głowy (Nr inw. 13883)
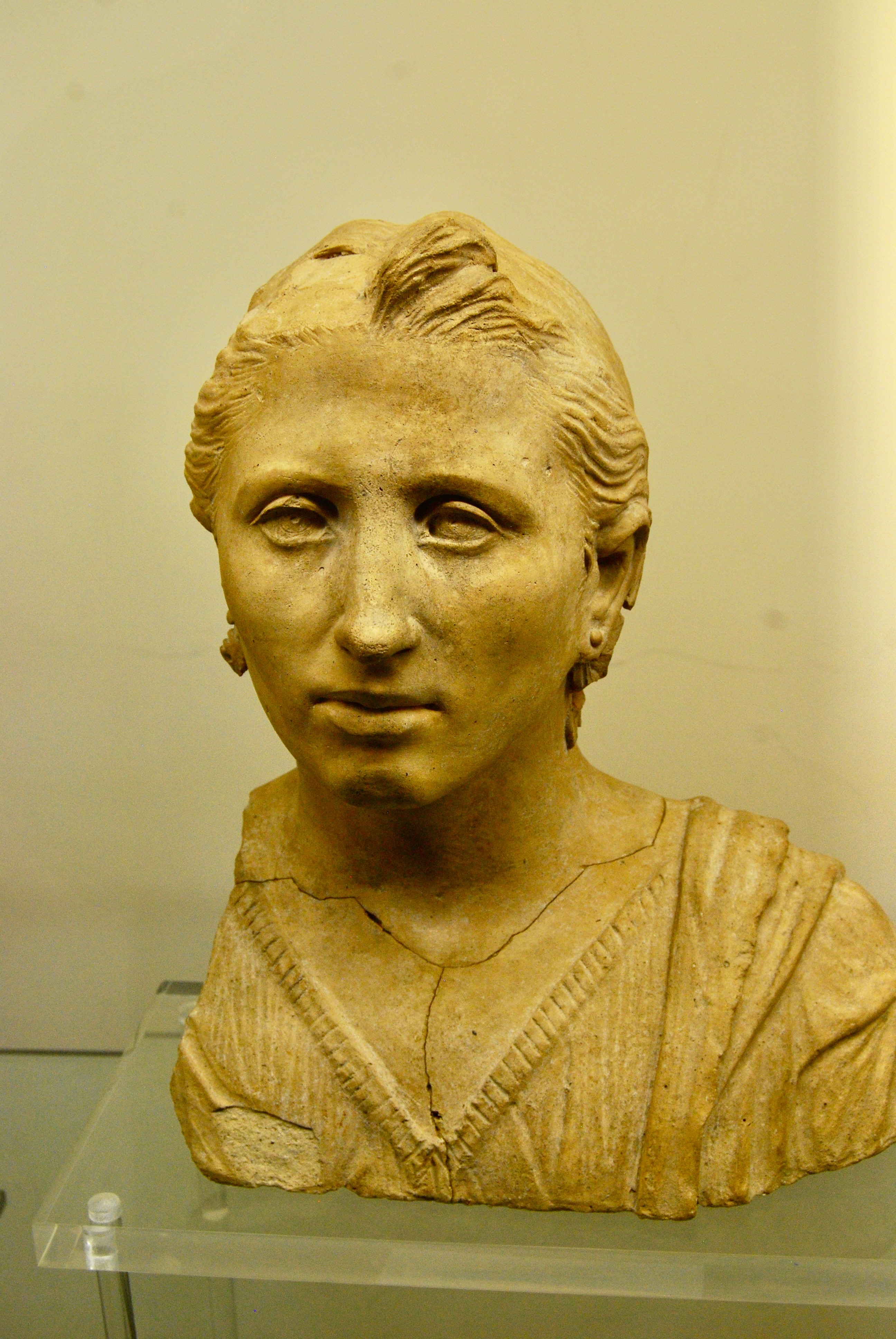
Popiersie kobiety (Nr inw. 14107)

### Sale VII i VIII. Artefakty w złocie
W dwóch salach prezentowana jest biżuteria etruska pochodząca z okresu VII–I wieku p.n.e. W najstarszej, powstałej od VII do początku V wieku p.n.e. widoczne są wpływy wschodnie. Powstała V-I wieku ma cechy klasyczne etruskie i hellenistyczne. W kolekcji watykańskiej są: fibule, spinki do warkoczy, kolczyki, naszyjniki, wisiorki, korony, pierścionki, a także ozdoby z bursztynu, kości słoniowej i kamieni szlachetnych. Wśród artefaktów etruskich szereg ukazuje kunsztowność i wysoką precyzyjność w obróbce metali. W gablotach prezentowane są dwa komplety biżuterii grobowej: z Vulci z połowy IV w. p.n.e. oraz z Arteny z drugiej połowy II w. p.n.e. Inne cenne eksponaty watykańskiej kolekcji, to m.in.:
- pierścionek ze skarabeuszem, koniec VI w. p.n.e.[p][29]
- para kolczyków w kształcie dysków, Vulci, VI–V w.[q][30]
- naszyjnik ze scenami mitologicznymi, Vulci, pierwsza połowa IV w. p.n.e.[r][31]
- złota korona w formie liści dębu, Vulci, pierwsza połowa IV w. p.n.e.[s][32]
- trzy złote przywieszki, Vulci, pierwsza połowa IV w. p.n.e.[t][33]
- kolczyki w formie winogron, Vulci, pierwsza połowa IV w. p.n.e.[u][34]
- płyta w formie głowy Meduzy, Vulci, III–II w. p.n.e.[v][35]
- Wielka fibula, Cerveteri, 675-650 p.n.e.[w][25][36][37]

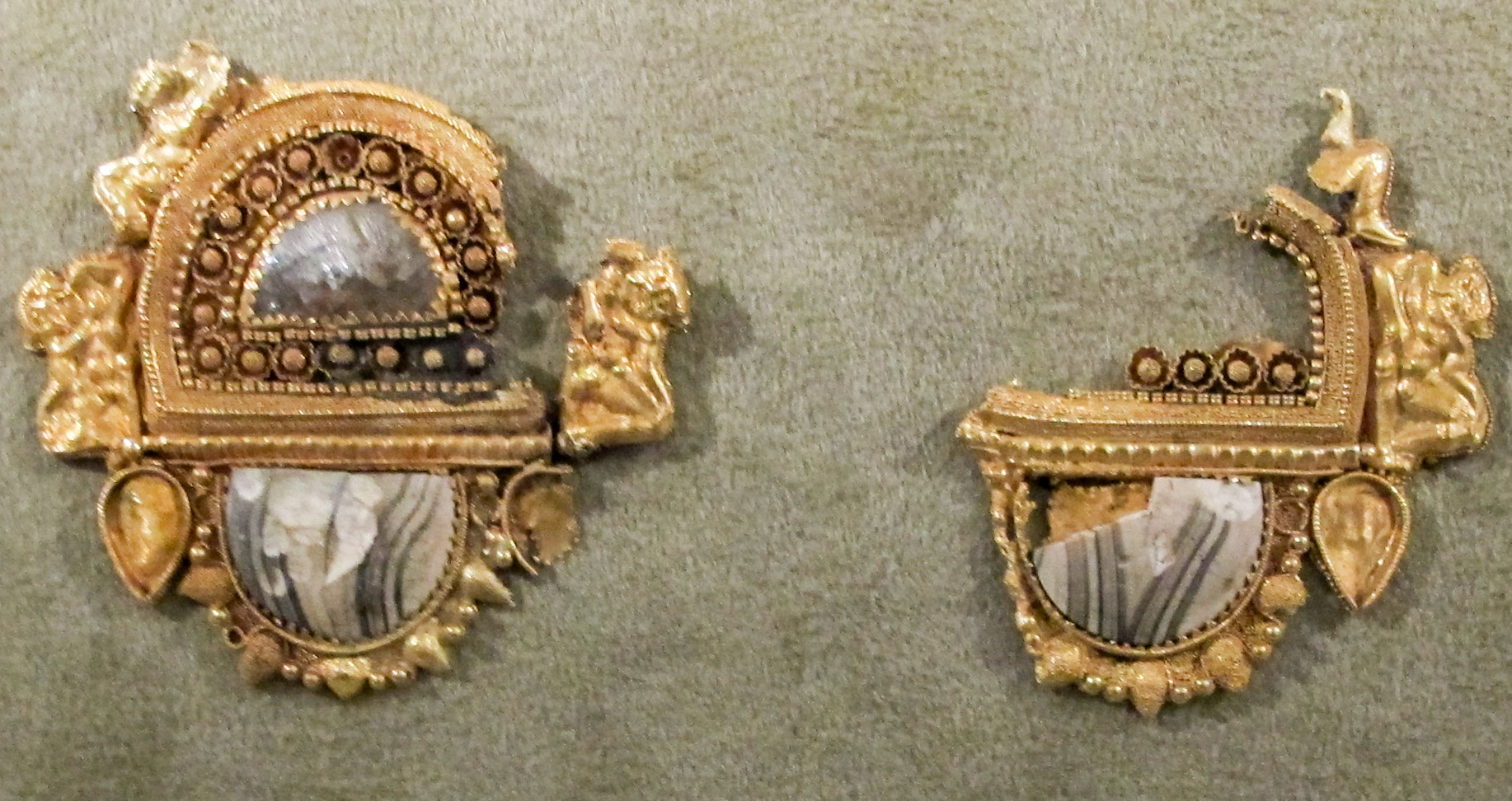
Kolczyki w kształcie dysków (Nry inw. 13551, 13552)
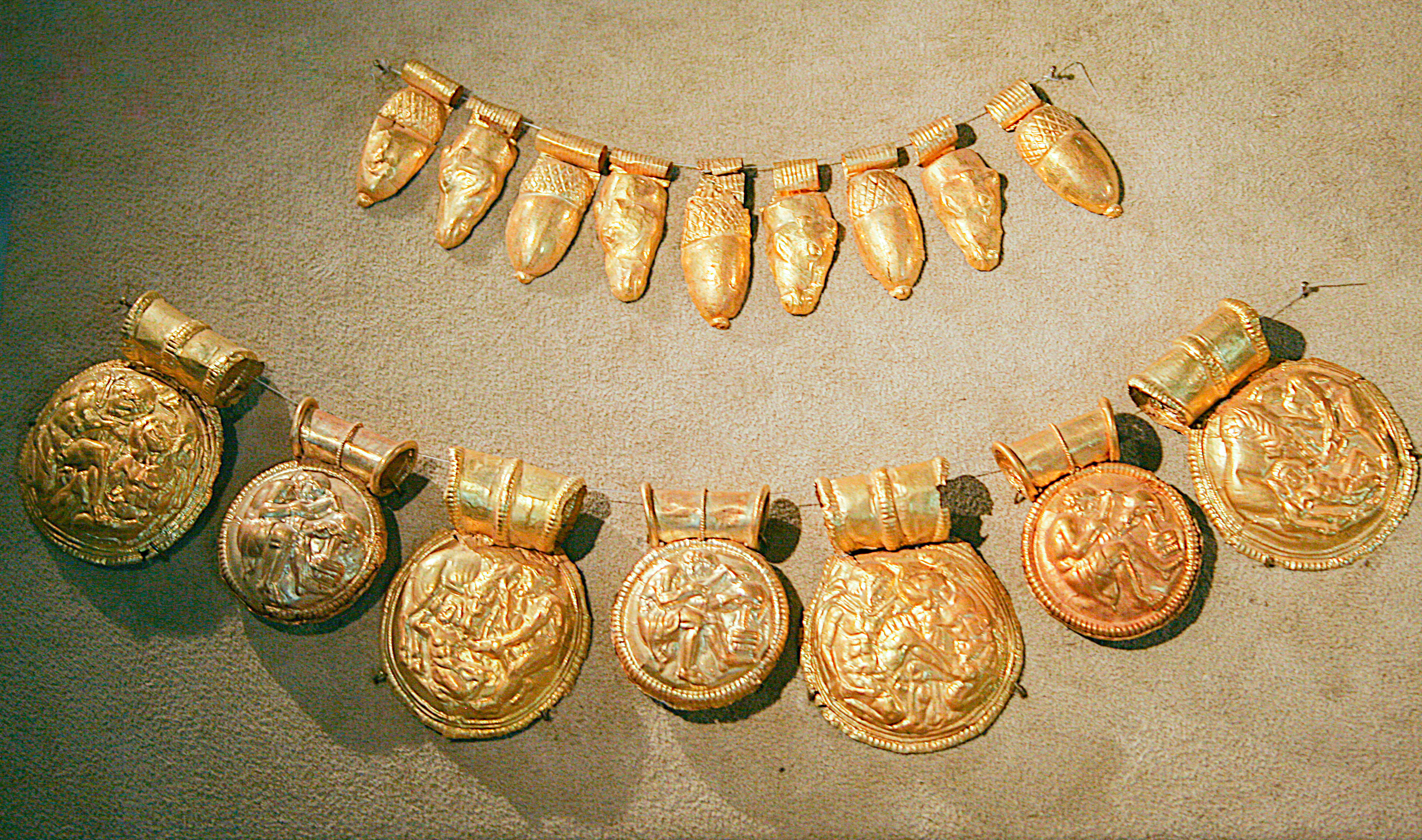
Naszyjnik ze scenami mitologicznymi (Nr inw. 13412)
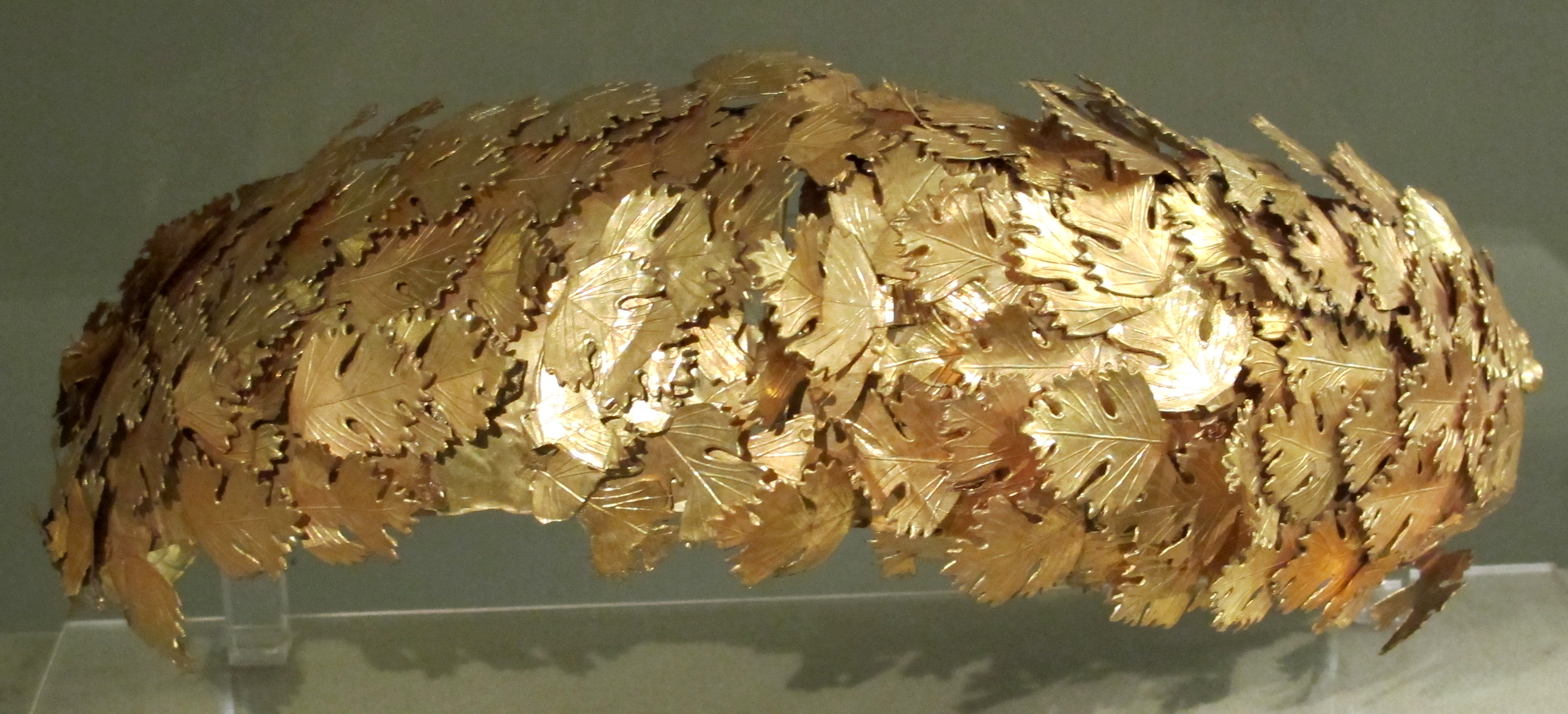
Złota korona w formie liści dębu (Nr inw. 13472)
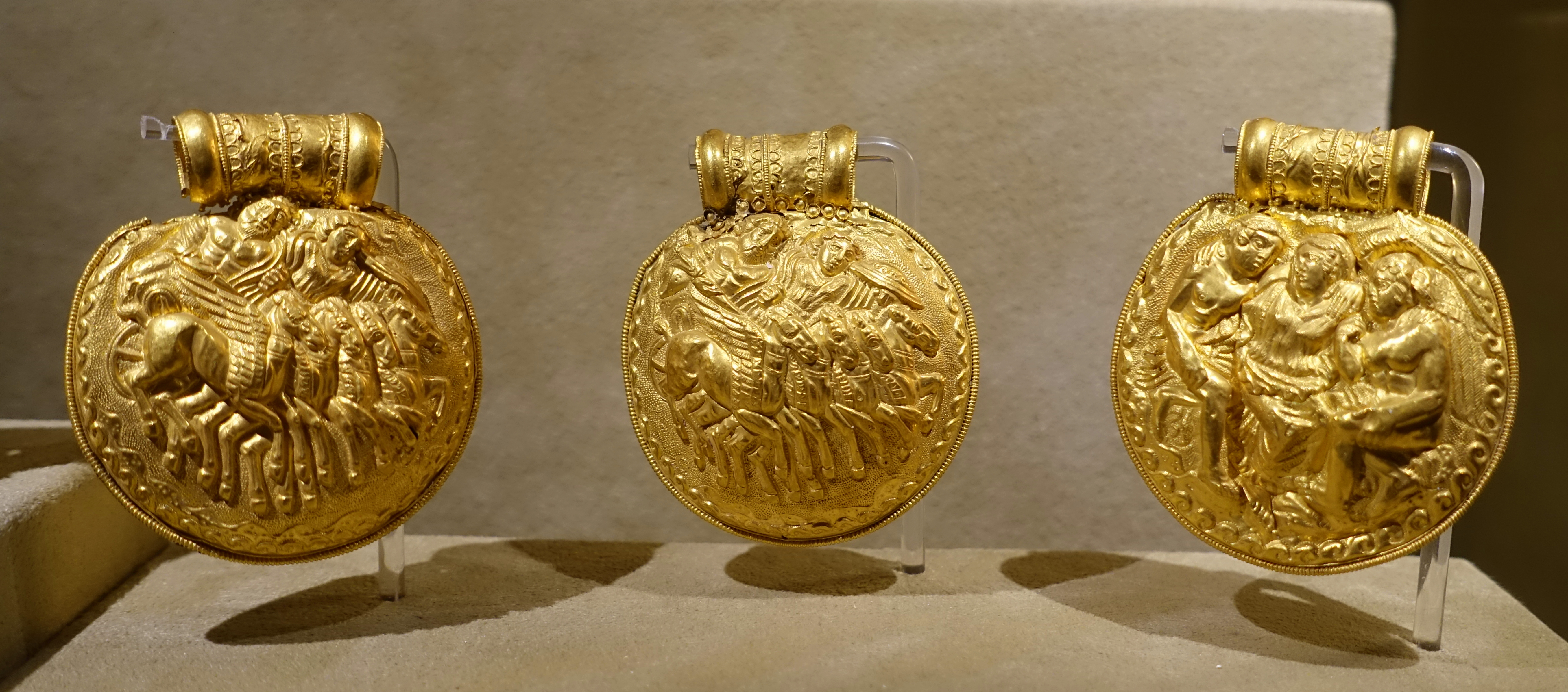
Trzy złote przywieszki (Nry inw. 13409–13411)
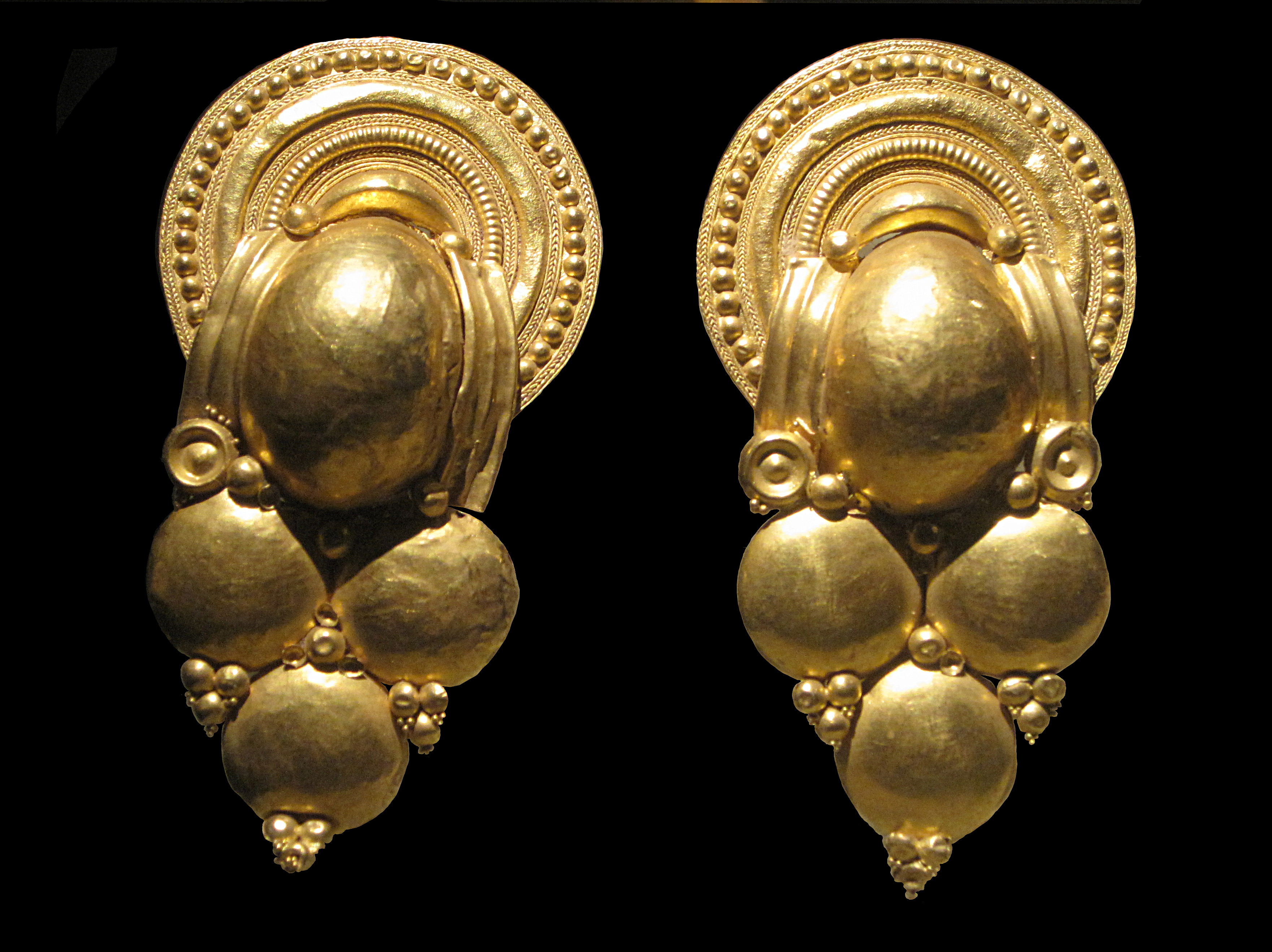
Kolczyki w formie winogron (Nry inw. 13502, 13503)
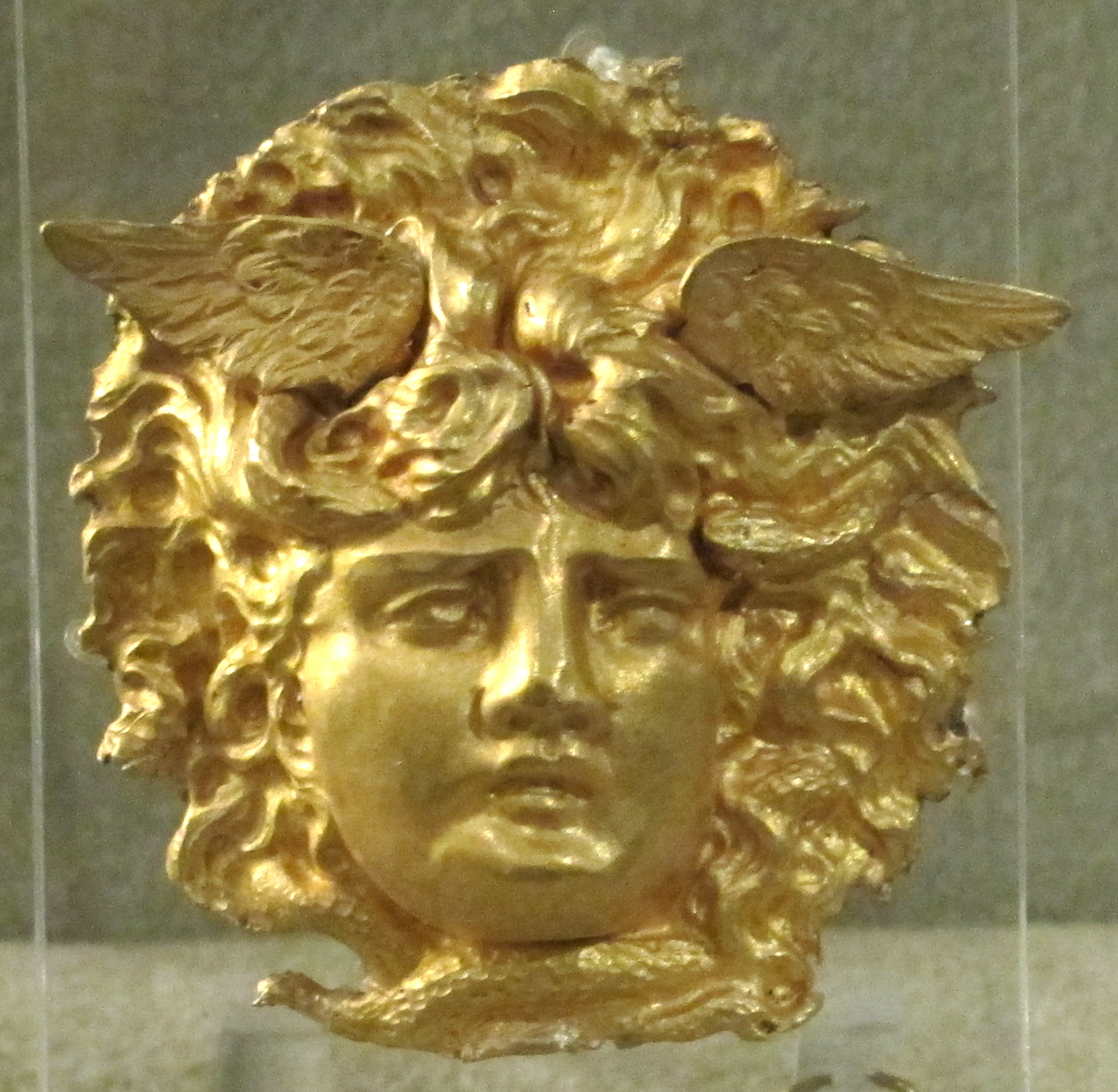
Płyta w formie głowy Meduzy (Nr inw. 13664)
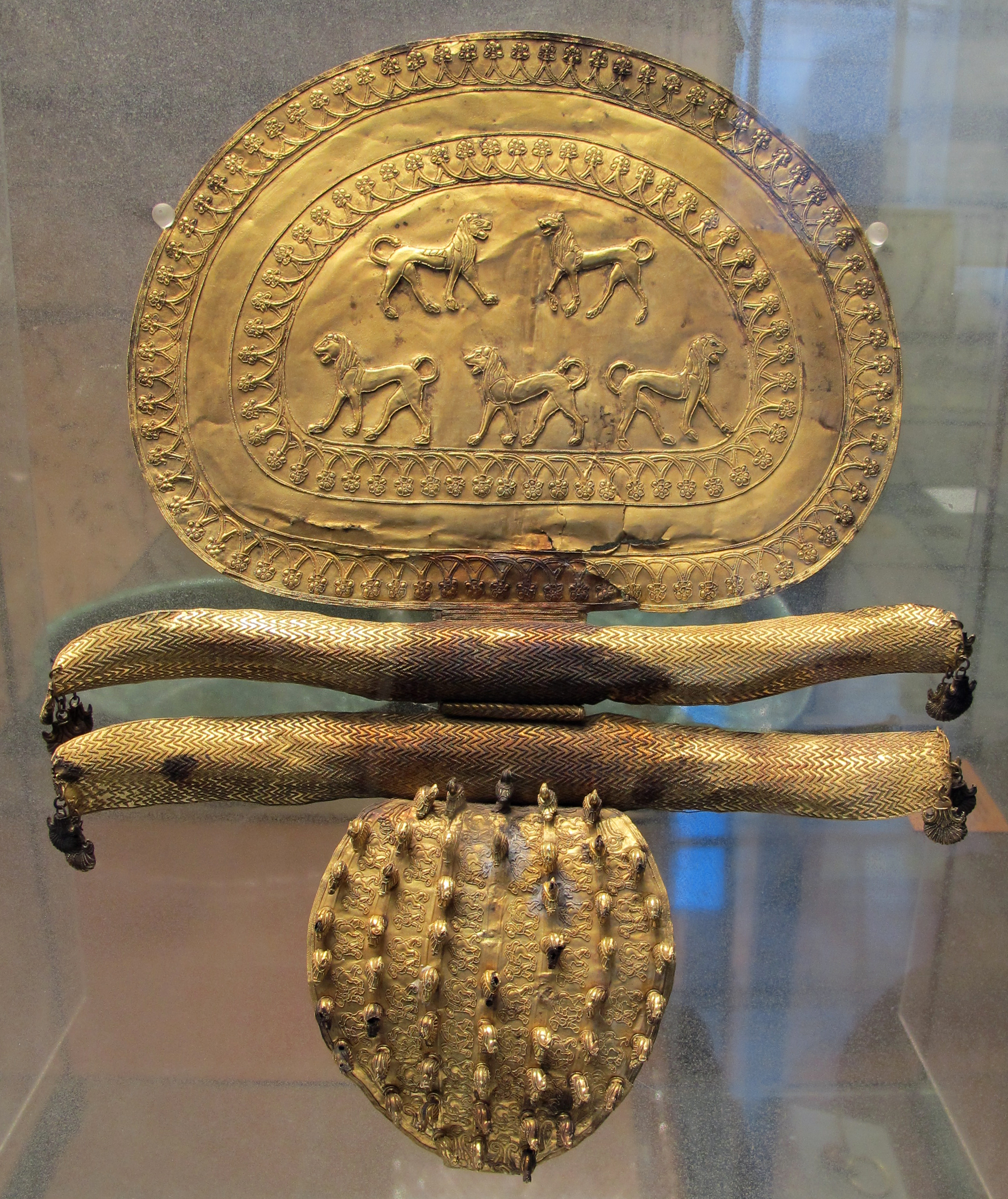
Wielka fibula (Nr inw. 20552)

### Sala IX. Kolekcja Guglielmi
W sali znajduje się zbiór przedmiotów pochodzących z wykopalisk przeprowadzonych w latach 1828–1848 w Sant’Agostino oraz Camposcala. Kolekcja należała do rodziny Guglielmich. Pierwsza część kolekcji trafiła do Muzeów Watykańskich w 1935 roku jako dar Benedetto Guglielmiego dla papieża Piusa XI, drugą zakupiono w 1987 roku. Kolekcja obejmuje około 800 przedmiotów z IX–I wieku p.n.e. Oprócz brązów etruskich i ceramiki lokalnej różnej produkcji i chronologii do kolekcji należy też ceramika grecka przywieziona do Italii (protokoryncka, koryncka, chalkidzka, wschodniogrecka, lakońska oraz attycka). Najwięcej jest charakterystycznej dla Etrurii Południowej ceramiki czarnofigurowej. W sali IX wystawiane są, m.in.:
- naczynie typu „olletta” z bucchero nero[x] z napisami i rytymi zwierzętami, Vulci, 630-590 p.n.e.[y][39]
- attycka amfora z głową konia, Vulci, 575–550 p.n.e.[z][40]
- czarnofigurowa amfora attycka „del Pittore dello Ptoion”, Vulci, 560 p.n.e.[aa][41]
- czarnofigurowa amfora attycka „del Pittore Affettato”, Vulci, połowa VI w. p.n.e.[ab][42]
- czarnofigurowa amfora attycka „del Gruppo E”, Vulci, 540–530 p.n.e.[ac][43]
- czarnofigurowa amfora etruska „del Pittore di Micali”, Vulci, 520–510 p.n.e.[ad][44]
- czerwonofigurowa hydria attycka przypisywana Eutymidowi, Vulci, 515–510 p.n.e.[ae][45]
- czarnofigurowy kyathos attycki „del Gruppo del Perizoma”, Vulci, 510–490 p.n.e.[af][46]
- thymiatérion, brąz, Vulci, 500 p.n.e.[ag][47]
- ojnochoe z ukośnym dziobem, brąz, Vulci, 500–480 p.n.e.[ah][48]
- attycki stamnos „del Pittore Guglielmi”, 440–430 p.n.e.[ai][49]
- etruski stamnos „del Gruppo del Vaticano G 113”, 360-350 p.n.e.[aj][50]
- czarnofigurowa amfora attycka „podpisana przez Eksekiasa”, 540-530 p.n.e.[ak][51]

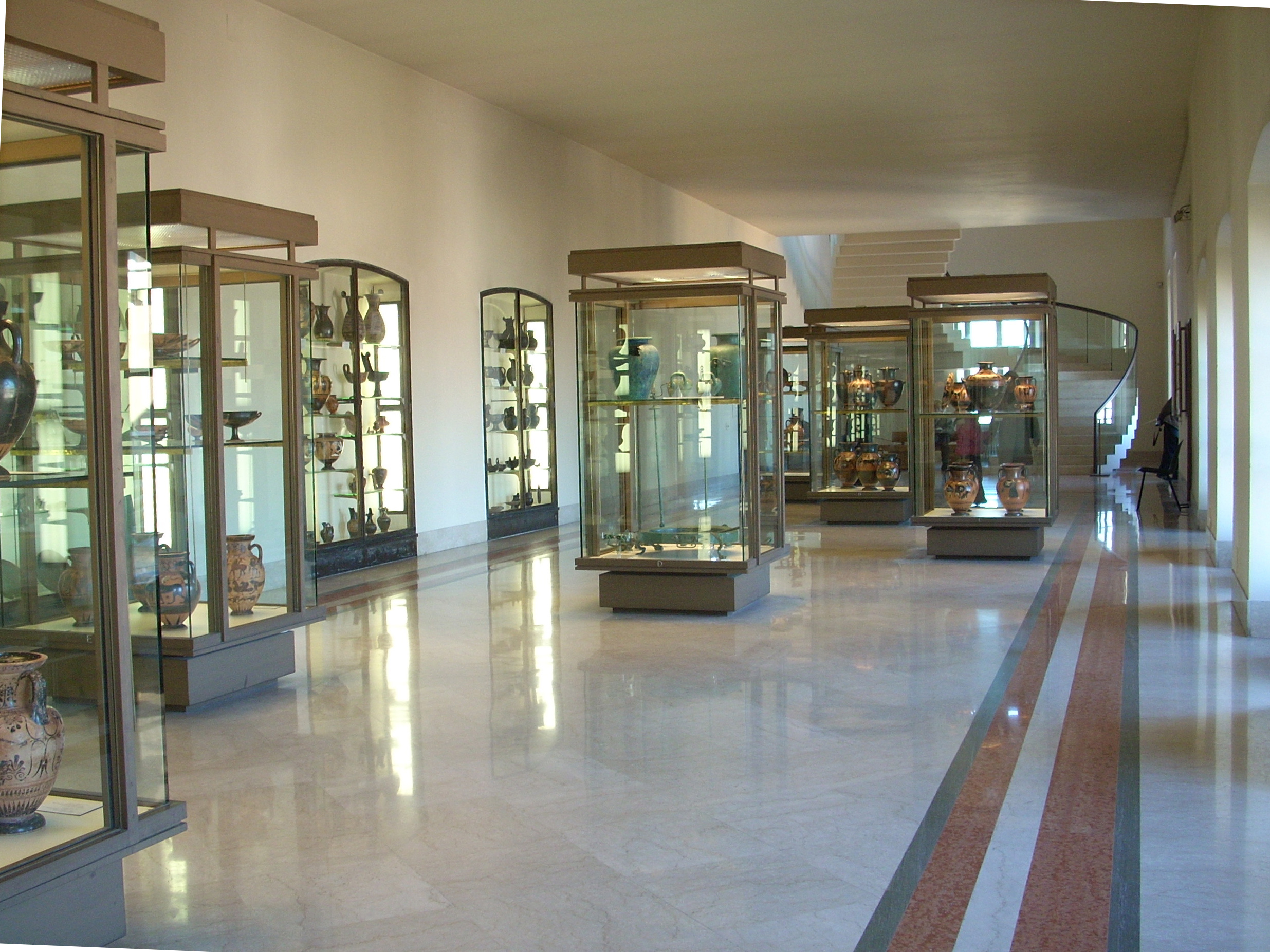
Fragment ekspozycji
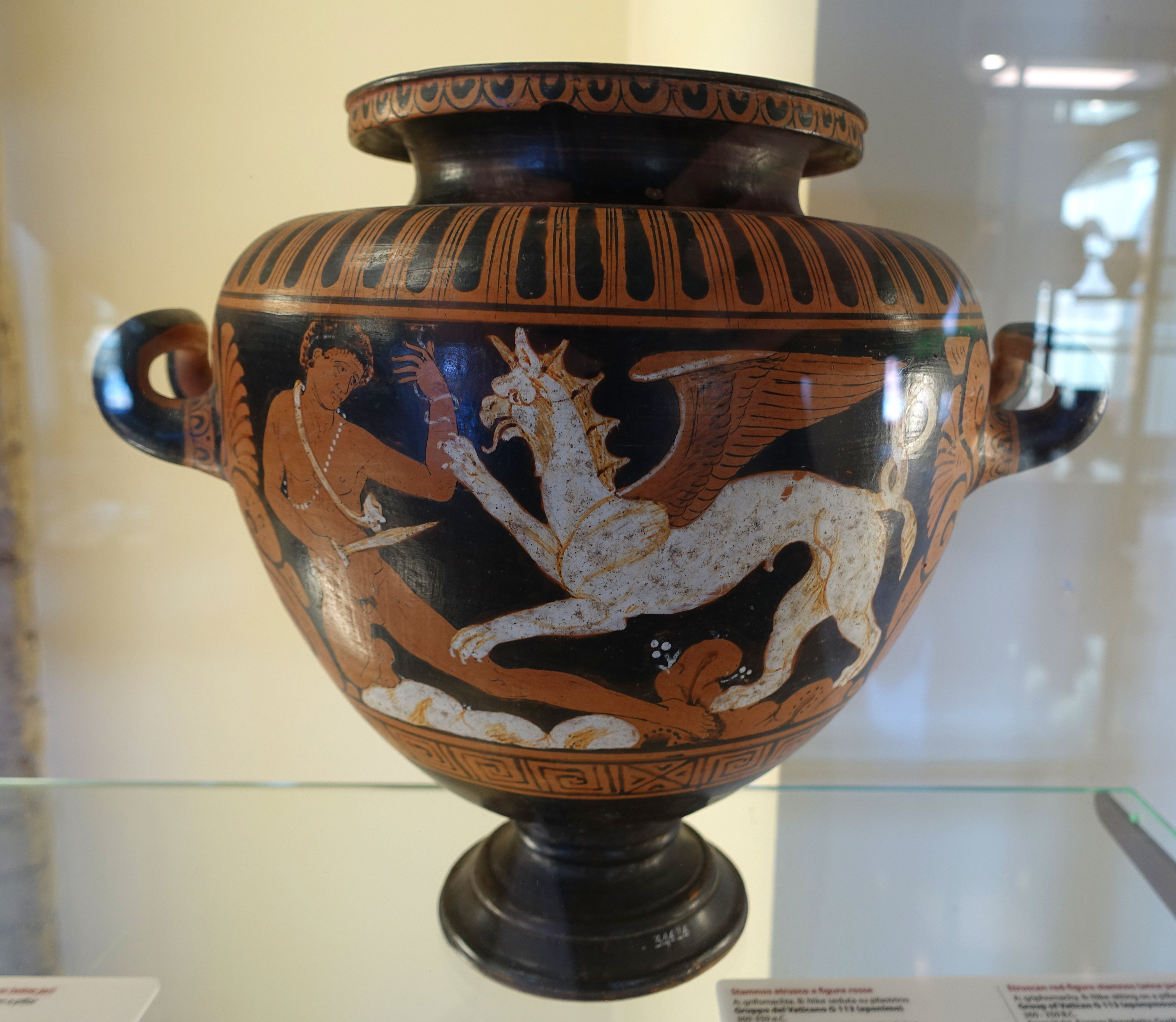
Etruski stamnos, 360–350 p.n.e. (Nr inw. 34626)
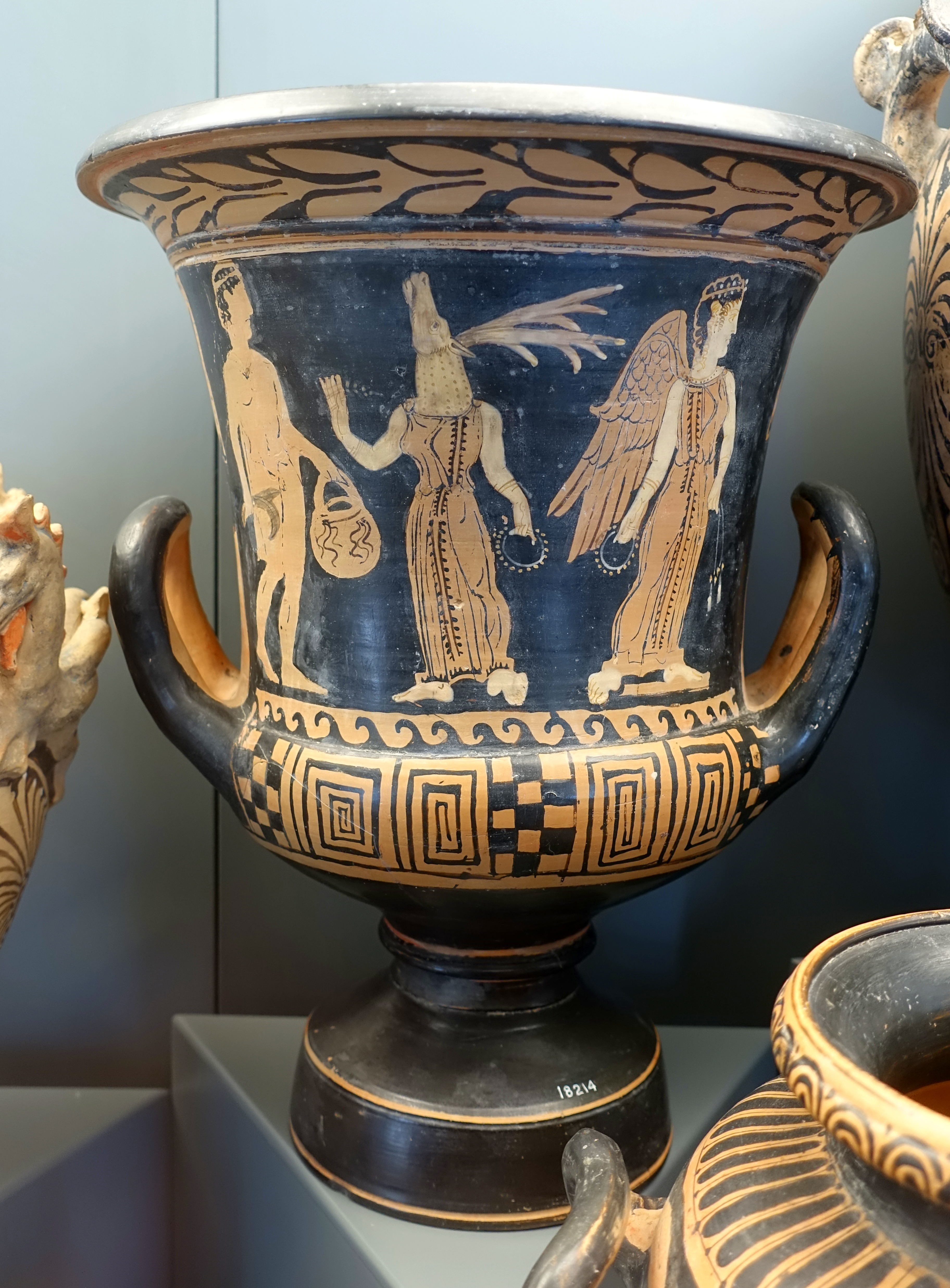
Etruski krater, 350-330 p.n.e. (Nr inw. 18214)
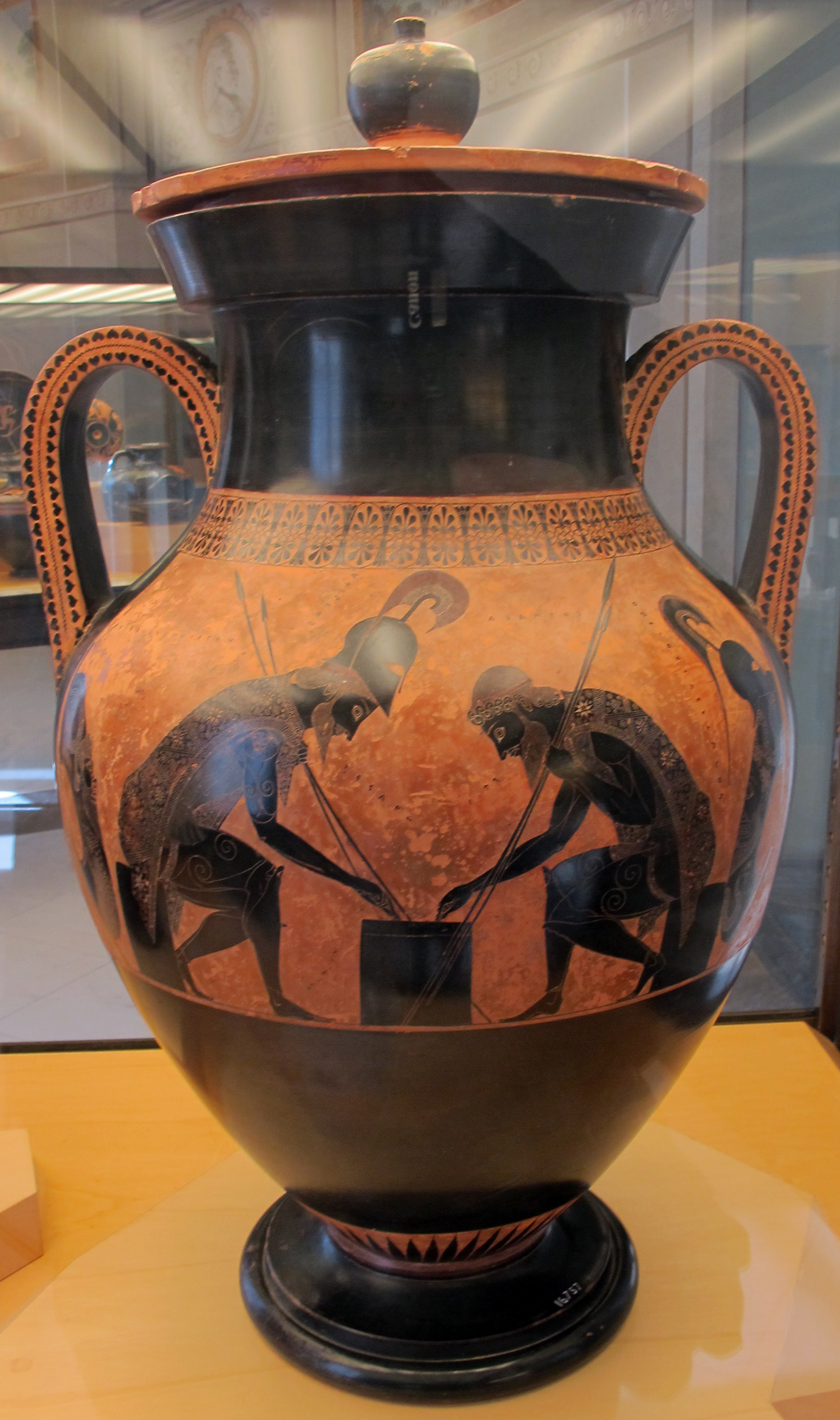
Czarnofigurowa amfora attycka „przez Eksekiasa”, 540-530 p.n.e. (Nr inw. 16757)
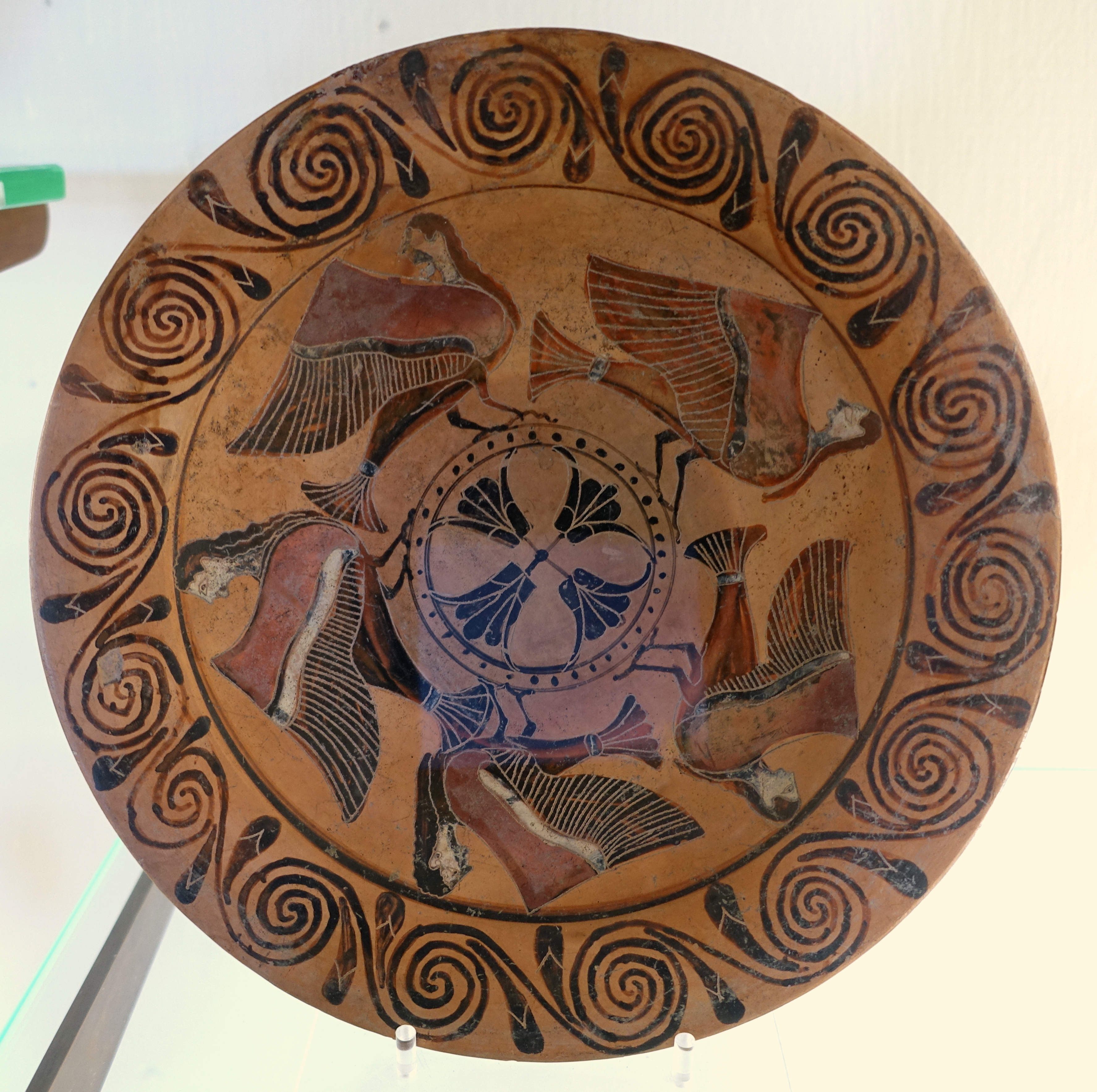
Czarnofigurowy talerz etruski, 530-520 p.n.e. (Nr inw. 34600)

### Sale X i XI. Hellenistyczne urny
Od IV w. p.n.e. i przez cały okres hellenistyczny Etruskowie kremowali zmarłych. Prochy zmarłych umieszczano w urnach popielnicowych z kamienia lub terakoty. Urny terakotowe ozdabiane były polichromiami, które rzadko się zachowały. Urny wytwarzano w miastach etruskich, jak Volterra, Chiusi i Perugia. Urny te wyróżniają się typologią i cechami artystycznymi. Zmarły był przedstawiany na pokrywie urny w pozycji „ucztującego”. Na zbiorniku rzeźbiono sceny mitologiczne lub przedstawiające życie w zaświatach. Były to często przepracowane tematy greckie. W Volterra i Chiusi używano jako materiału alabastru, zaś w Perugii trawertynu. Ekspozycja prezentuje przykłady produkcji urn etruskich.
Przykładowe zabytki:
- urna „Mistrza Oenomausa”, alabaster, Todi (La Rocca), 200-180 p.n.e.[al][53]
- urna „z podróżą do podziemi”, alabaster, druga połowa II w. p.n.e.[am][54]
- urna „z porwaniem Heleny”, alabaster, 150–100 p.n.e. (urna), 75-50 p.n.e. (pokrywa)[an][55]
- urna „kobiety”, alabaster, II–I w. p.n.e.[ao][56]
- urna „z grobowca rodziny Ceicna”, polichromowana terakota, Castiglione del Lago, 200–150 p.n.e.[ap][57]
- urna „di Thana Heluśnei”, polichromowana terakota, 200–150 p.n.e.[aq][58]
- pomnik nagrobny z umierającym Adonisem, polichromowana terakota, Tuscania (Val Vidone), 250–200 p.n.e.[ar][59]

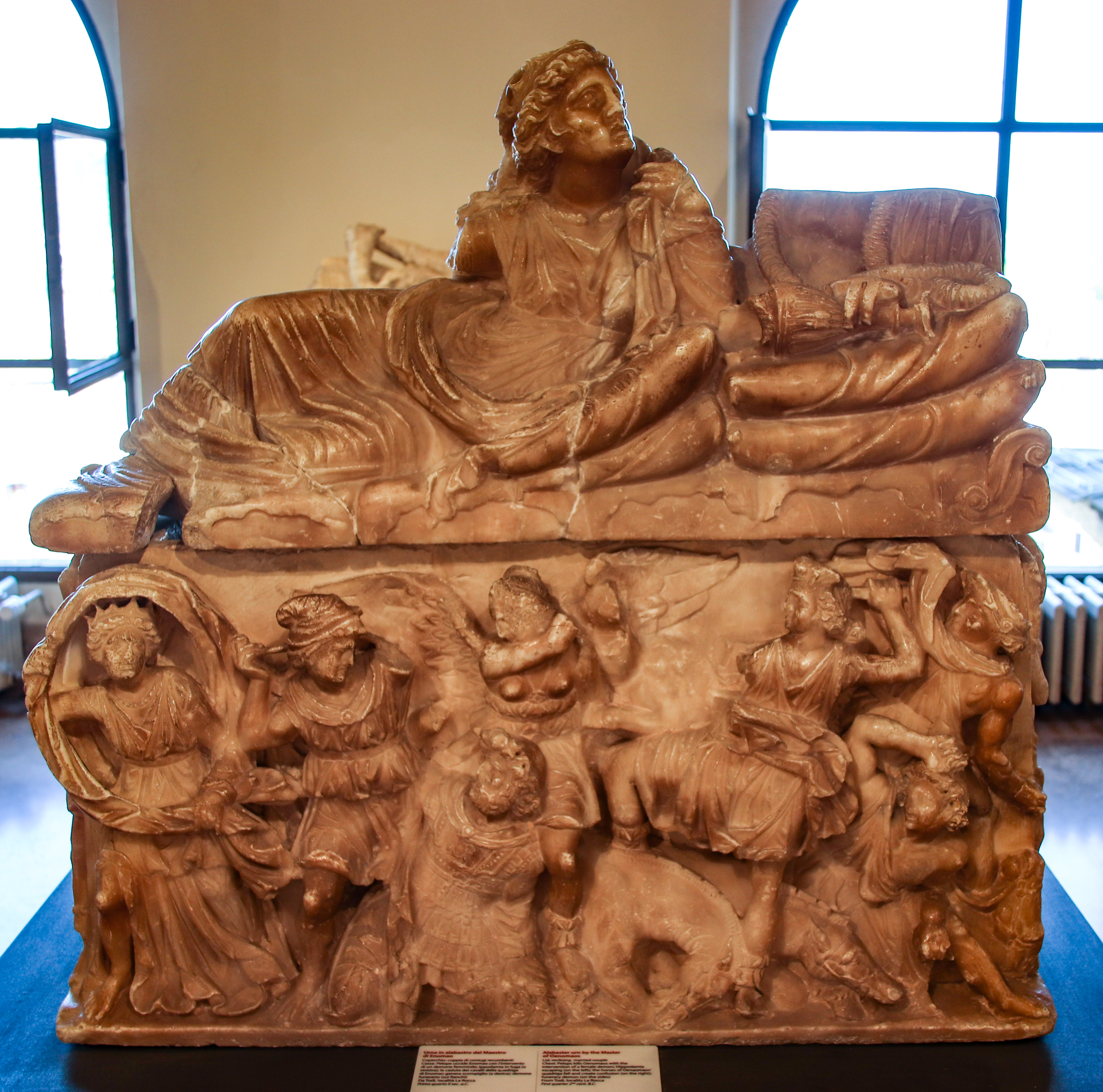
Urna „Mistrza Oenomausa”, 200-180 p.n.e. (Nr inw. 13887)
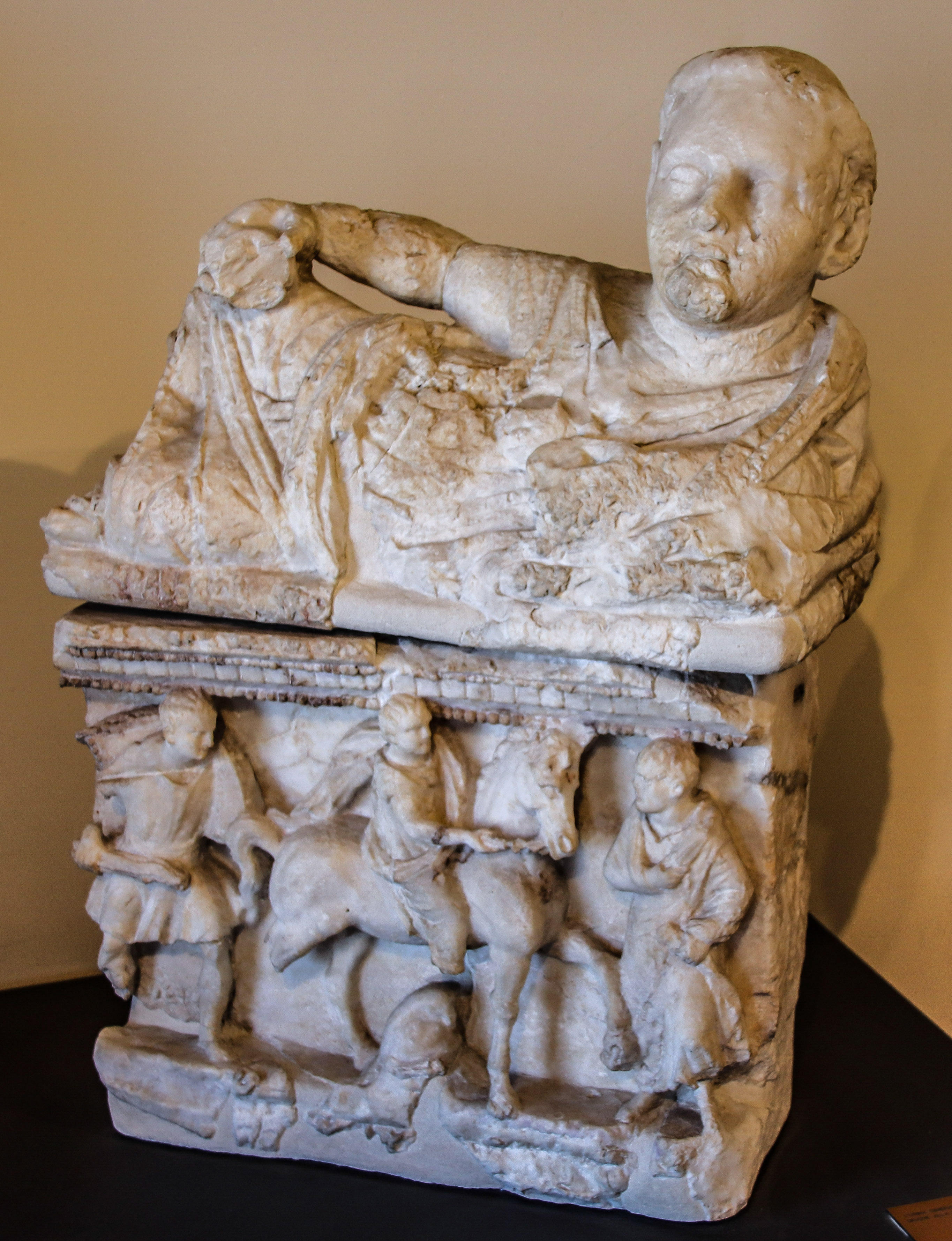
Urna „z podróżą do podziemi”, II w. p.n.e. (Nr inw. 13894)
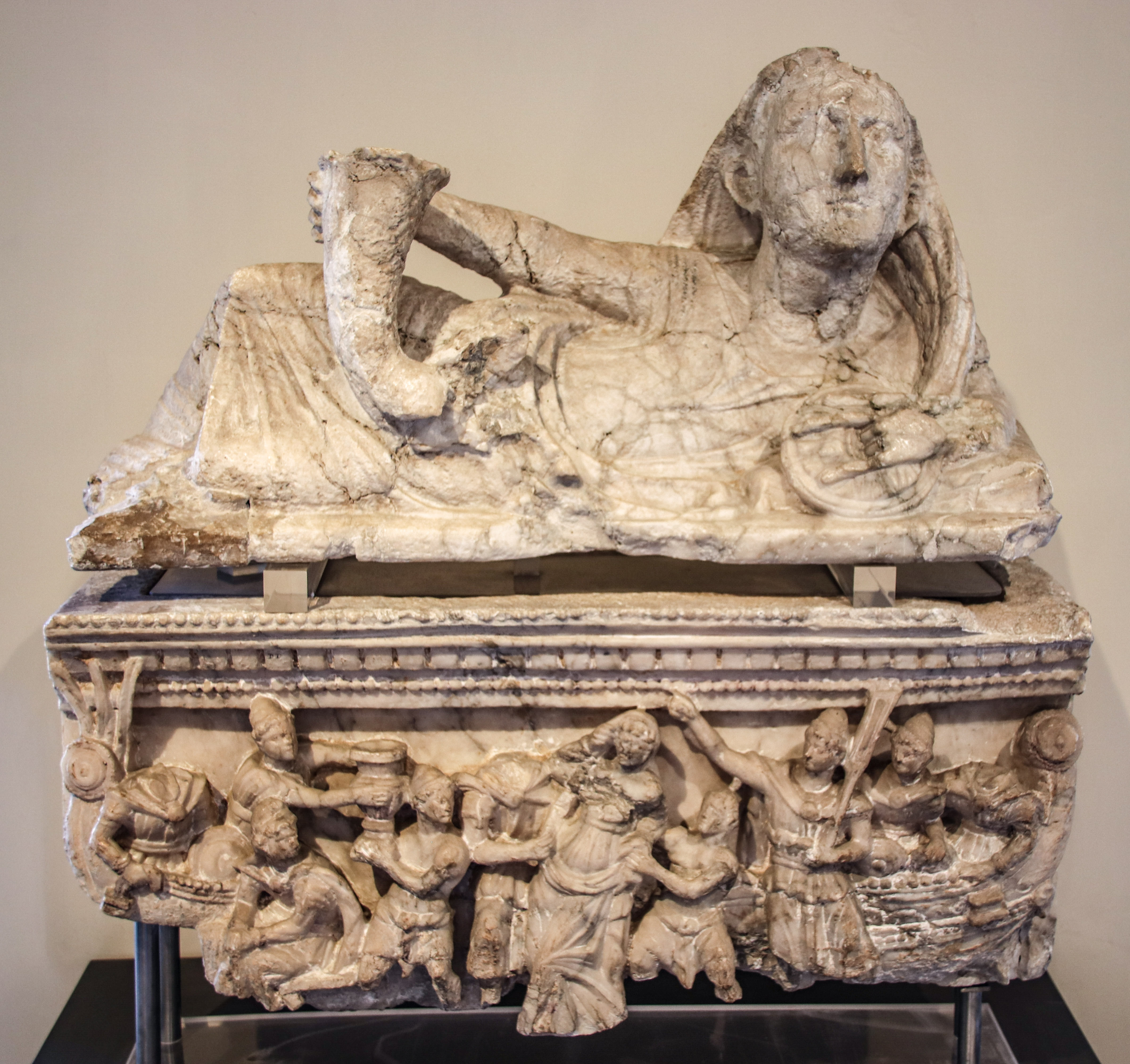
Urna „z porwaniem Heleny”, 150–100 p.n.e. (Nr inw. 13888)
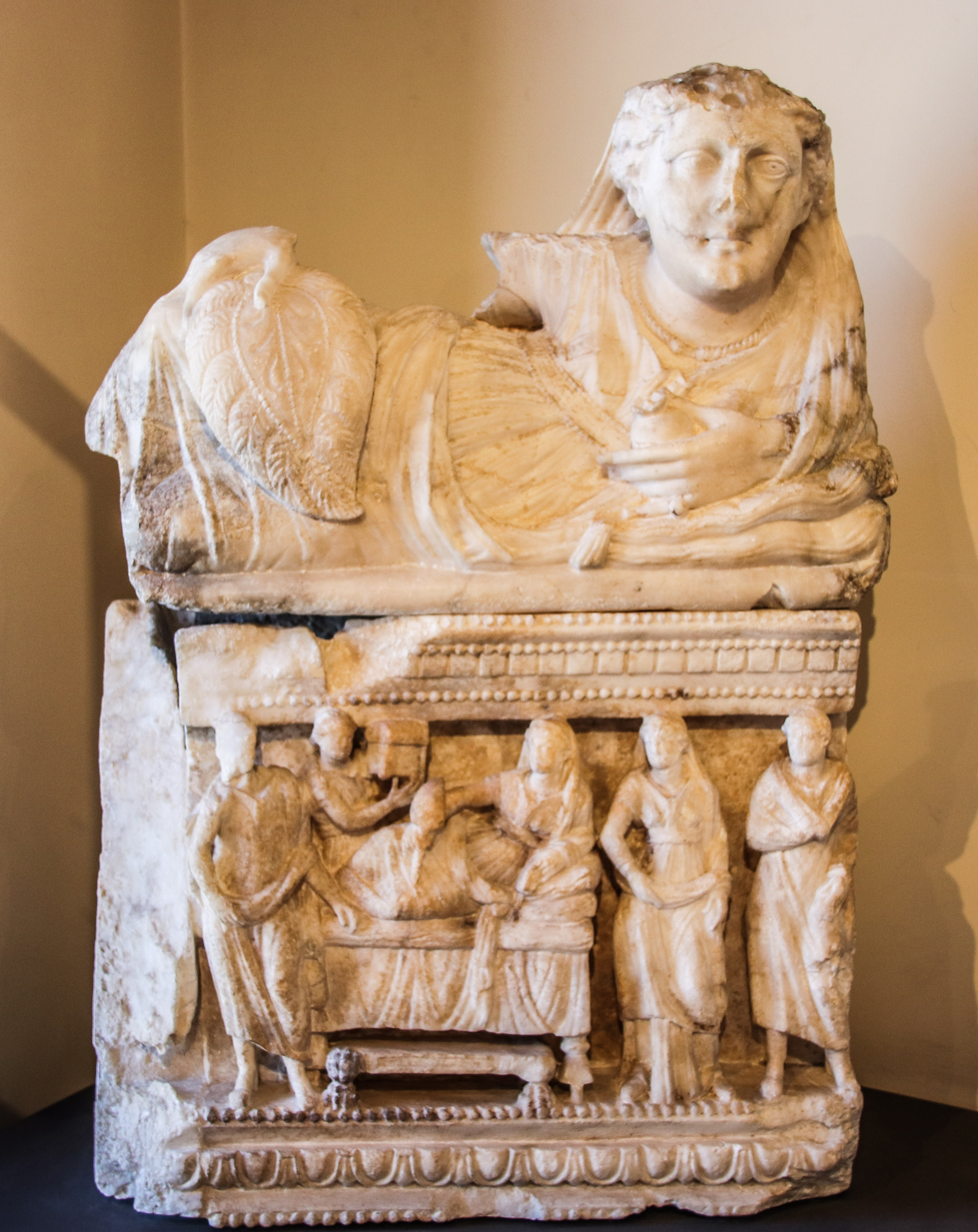
Urna „kobiety”, II–I w. p.n.e. (Nr inw. 13896)
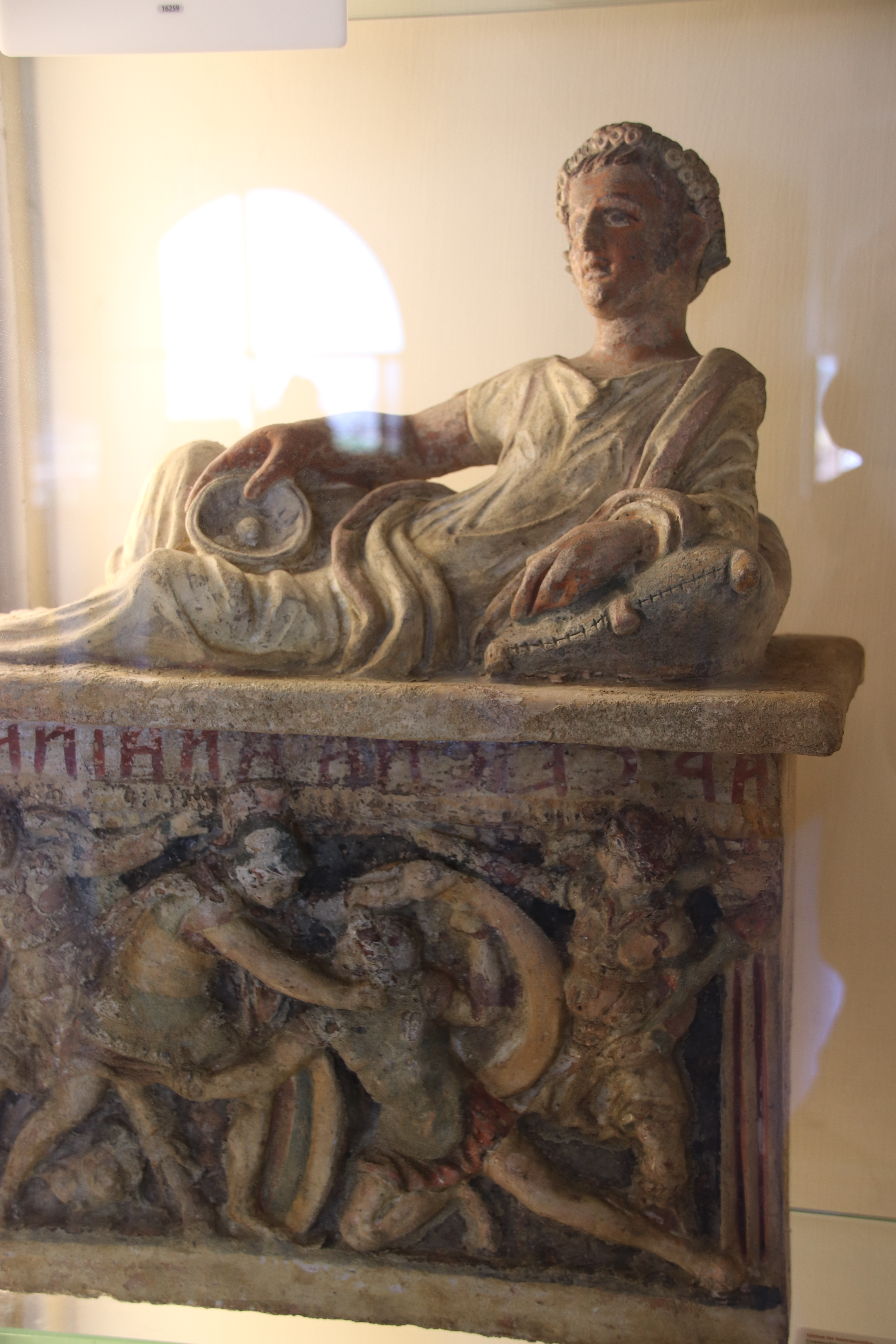
Urna „z grobowca rodziny Ceicna”, 200–150 p.n.e. (Nr inw. 16254)
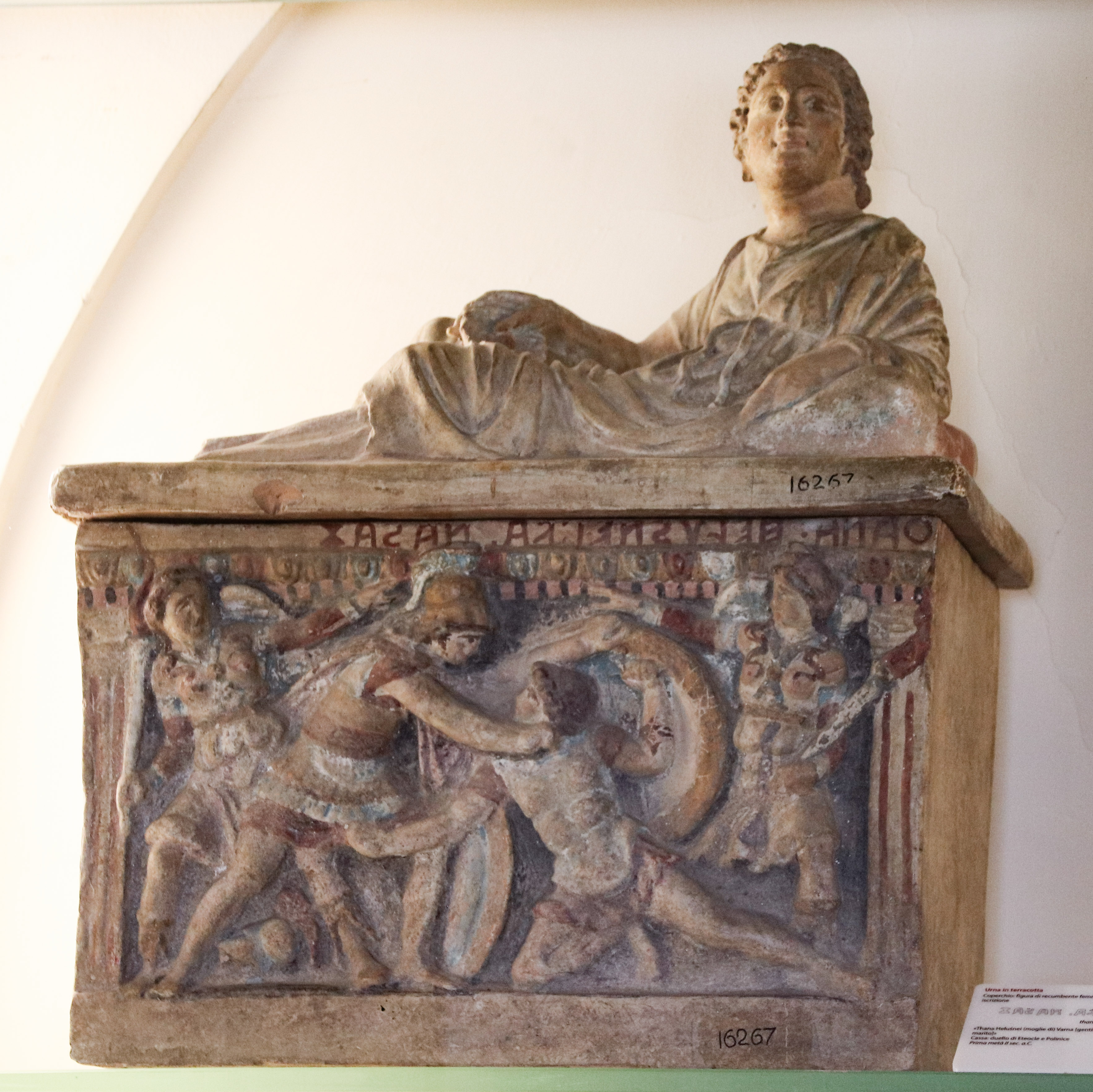
Urna „di Thana Heluśnei”, 200–150 p.n.e. (Nr inw. 16267)
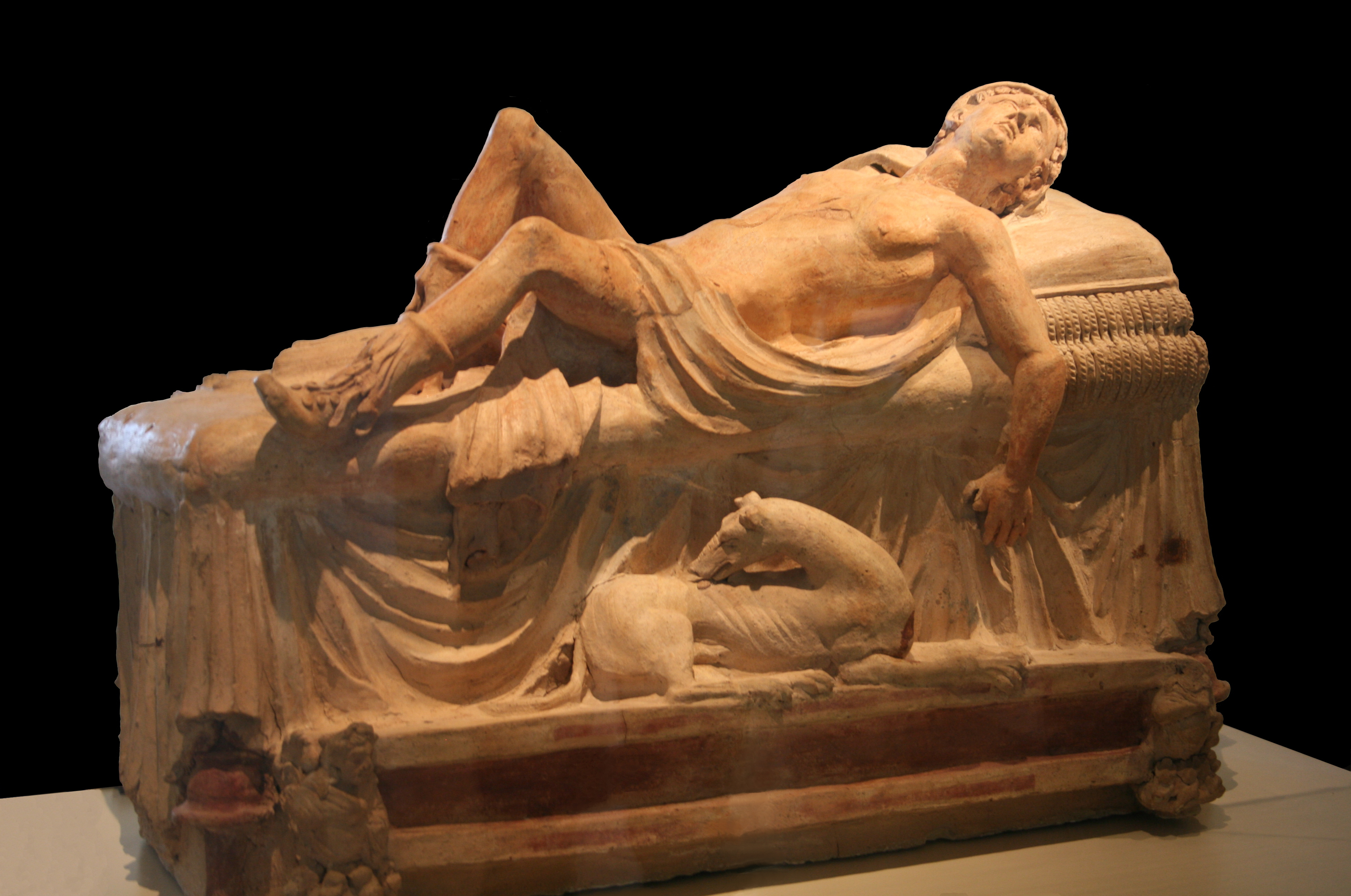
Pomnik nagrobny z umierającym Adonisem, 250–200 (Nr inw. 14147)

### Sala XII. Kolekcja Bonifacia Falcioniego
Salę zdobi malowany fryz z poł. XVI w. autorstwa Daniela da Volterry i uczniów. Bonifacio Falcioni z Viterbo zebrał kolekcję w drugiej połowie XIX wieku. Zbiory zakupiono dla Muzeów Watykańskich w maju 1898 roku. Wystawiane artefakty stanowią swego rodzaju przekrój typowej kolekcji dziewiętnastowiecznej bez rozróżnienia na miejsca pochodzenia. W gablotach prezentowane są: ceramika attycka i etruska, przedmioty z brązu (wazony, statuetki wotywne, elementy ubioru, ekwipunku jeździeckiego), biżuteria.

### Sala XIII. Sarkofagi z Tuscanii
W sali zgromadzono sarkofagi z terakoty z II w. p.n.e., znalezione podczas wykopalisk w Tuscanii w prowincji Viterbo.

### Sale XIV–XVI.Antiquarium Romanum
W latach 1955–1957 wyodrębniono z dotychczasowej kolekcji Gregoriańskiego Muzeum Etruskiego artefakty z epoki rzymskiej, które do tej pory eksponowane były wraz z eksponatami etruskimi i italskimi. W salach XIV–XVI prezentowane są posągi i artefakty z brązu, elementy architektoniczne z terakoty i stiuku, szkła, urny, artefakty z kości słoniowej. W sali XVIa zgromadzono przedmioty pochodzące z terenu Watykanu: z ogrodów Agrypiny i nekropolii rozlokowanych wzdłuż traktów rzymskich. W sali XVI dostępna jest interaktywna instalacja multimedialna Etruscanning, umozliwiająca zobaczenie wnętrza grobowca etruskiego (tzw. grobu Regolini-Galassi) odkrytego wraz z wyposażeniem w nekropolii Sorbo w Cerveteri.

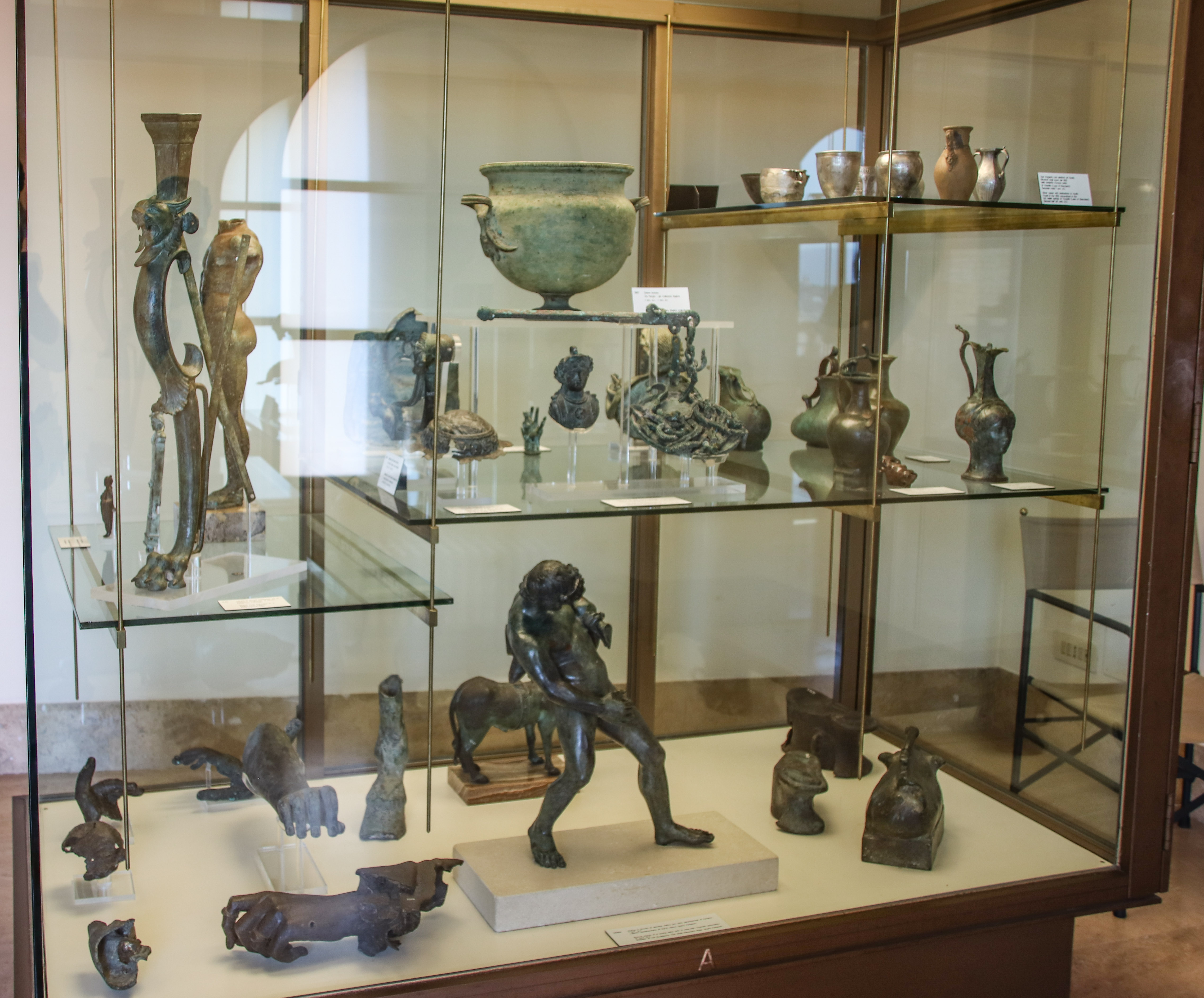
Fragment ekspozycji
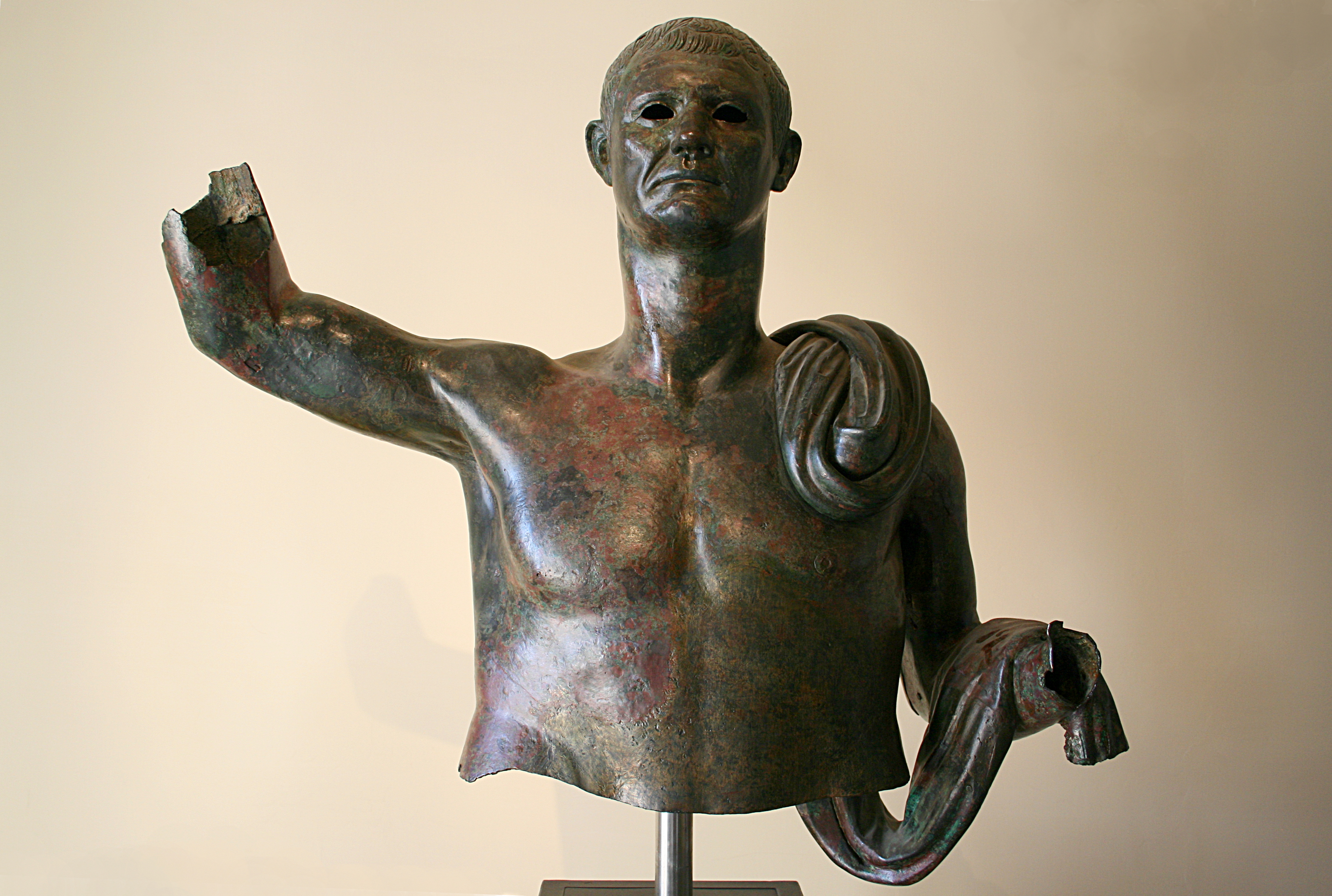
Posąg męski, brąz, ok. 40 p.n.e. (Nr inw. 15055)
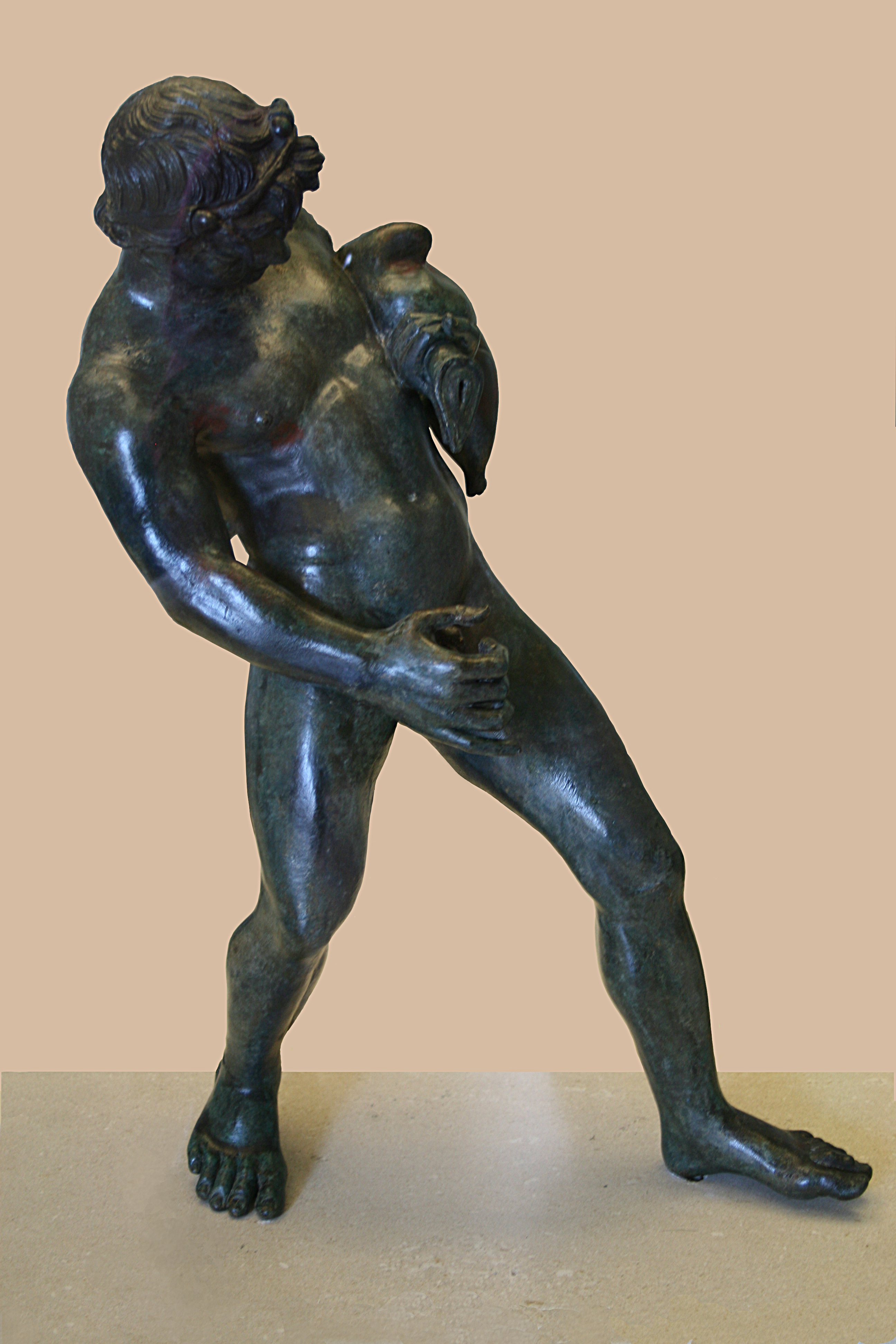
Młody satyr z bukłakiem, brąz, I w. p.n.e.(Nr inw. 56669)
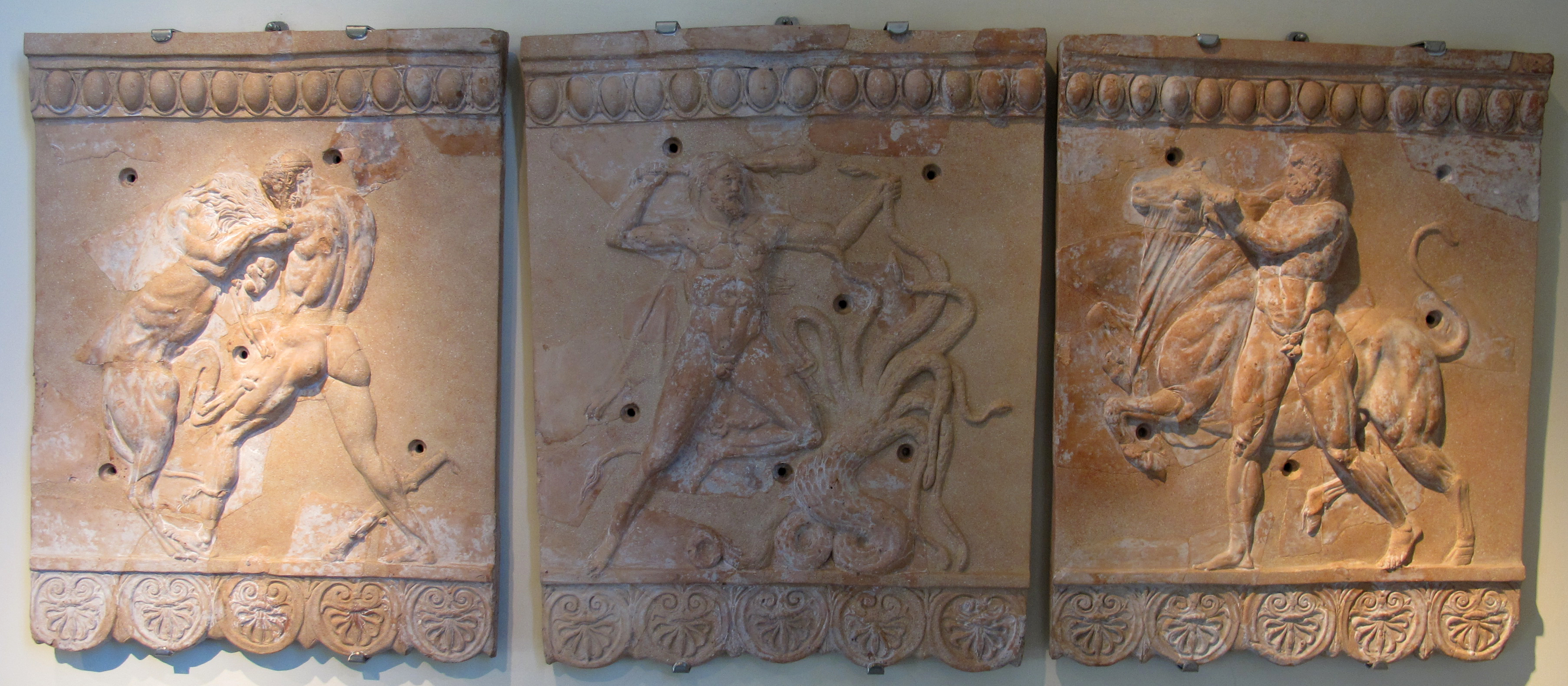
Płyty architektoniczne z pracami Herkulesa, Roma Vecchia, I w. p.n.e.–I w. n.e. (Nry inw. 14160, 14163, 14477)

### Sala XVII–XXII. Kolekcja waz
Już w XVIII wieku Biblioteka Apostolska posiadała zbiór waz. W 1837 roku cała kolekcja została przekazana do Gregoriańskiego Muzeum Etruskiego. Na cały zbiór składały się m.in. kolekcje: Bargagli, Gualtieri, Falzacappa oraz Candelori. Część kolekcji muzealnej stanowią obecnie wazy pochodzące z wykopalisk prowadzonych przez Vincenza Campanariego w Vulci w latach 1835–1837. W 1967 roku kolekcję waz przekazał papieżowi Pawłowi VI Mario Astarita. Kolekcja Astarity eksponowana jest w sali XX. Watykańska kolekcja waz jest ułożona w porządku chronologicznym, wyszczególniono też miejsca powstania i malarzy.

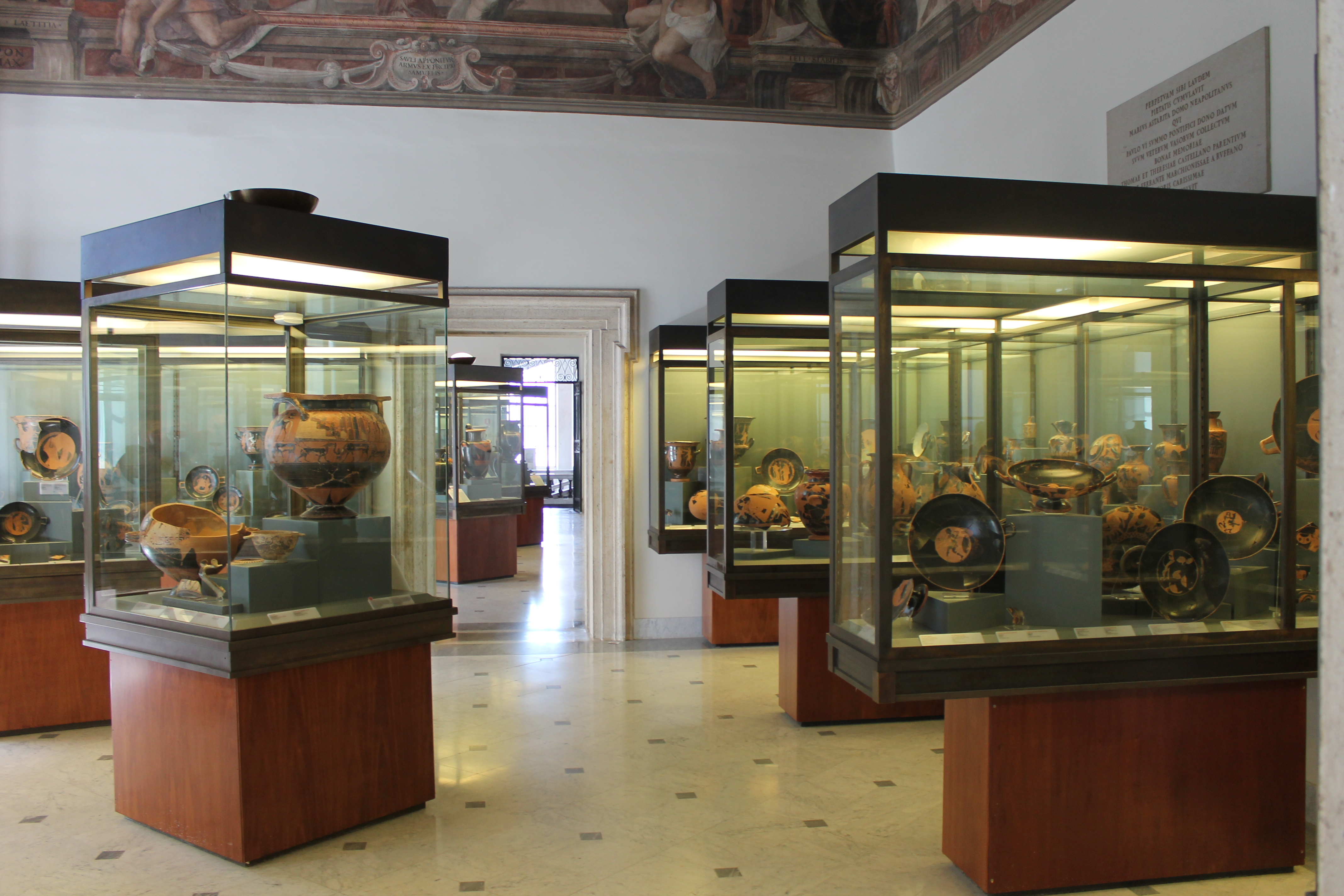
Ekspozycja w sali XX
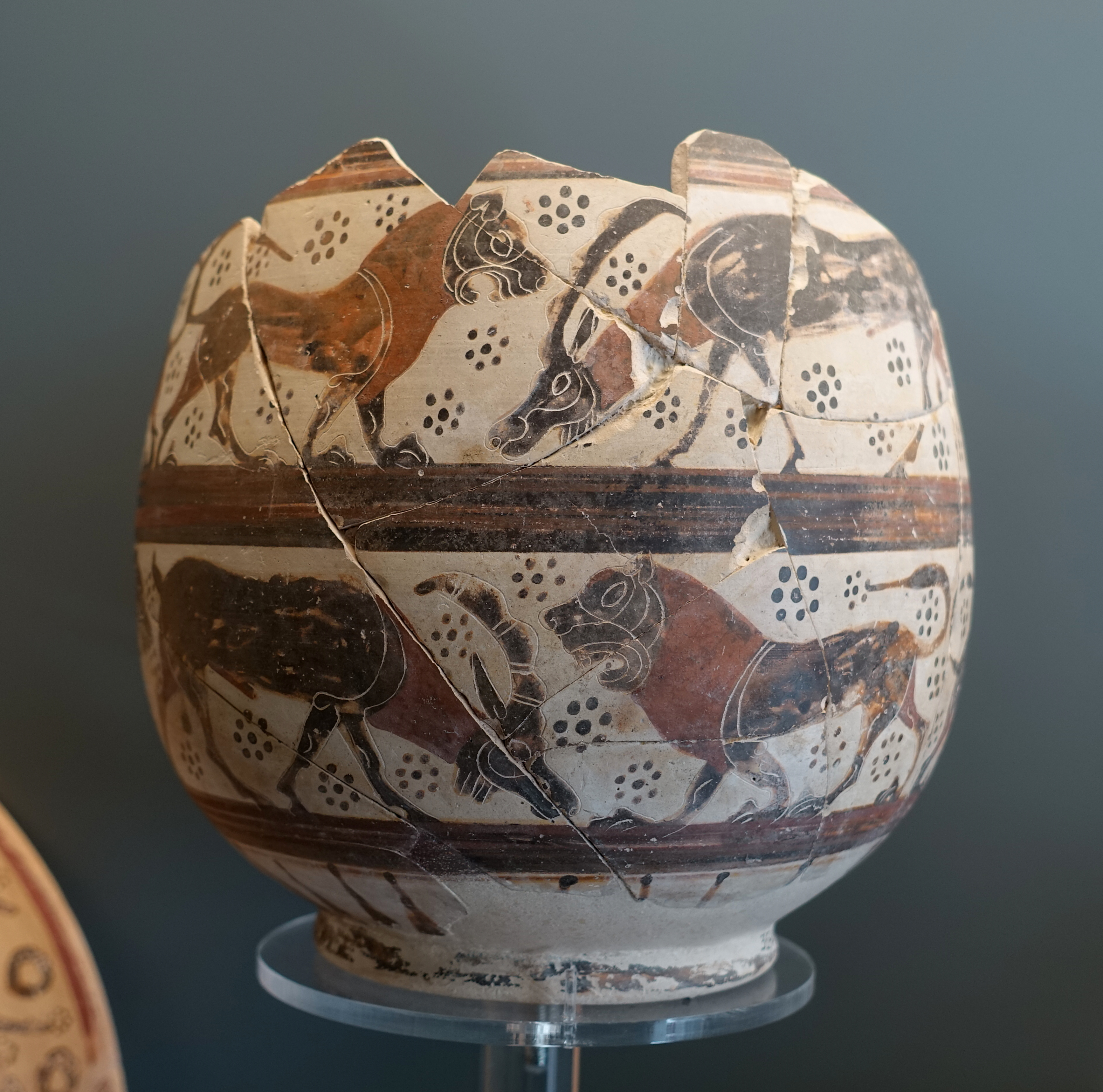
Olpe z manufaktury etruskiej w stylu korynckim z czarnymi figurami, 630–600 p.n.e. (Nr inw. 35499, kolekcja Astarita, sala XX)
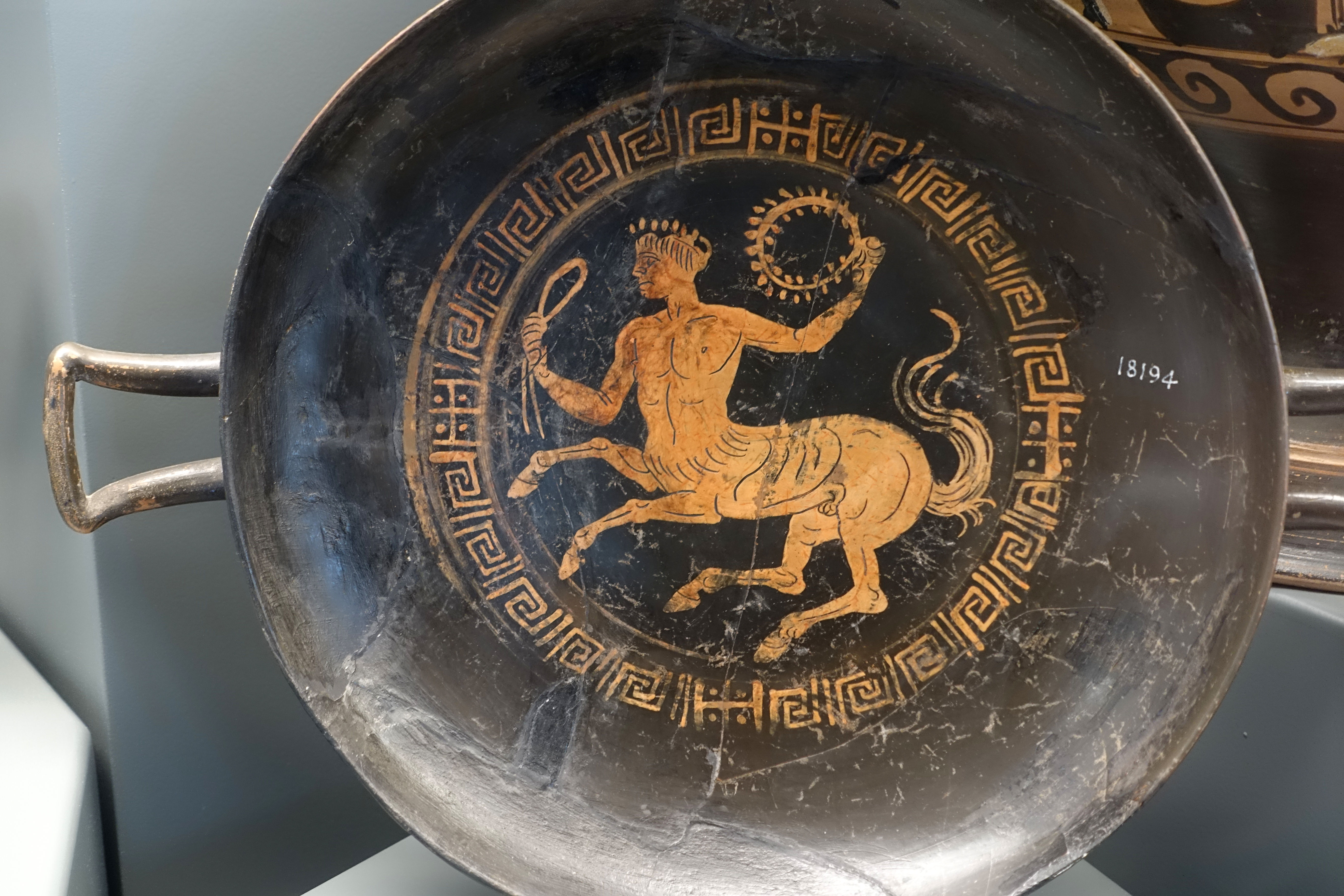
Kyliks etruski z centaurem, ceramika czerwonofigurowa, 350–330 p.n.e. (Nr inw. 18194, sala XXI)
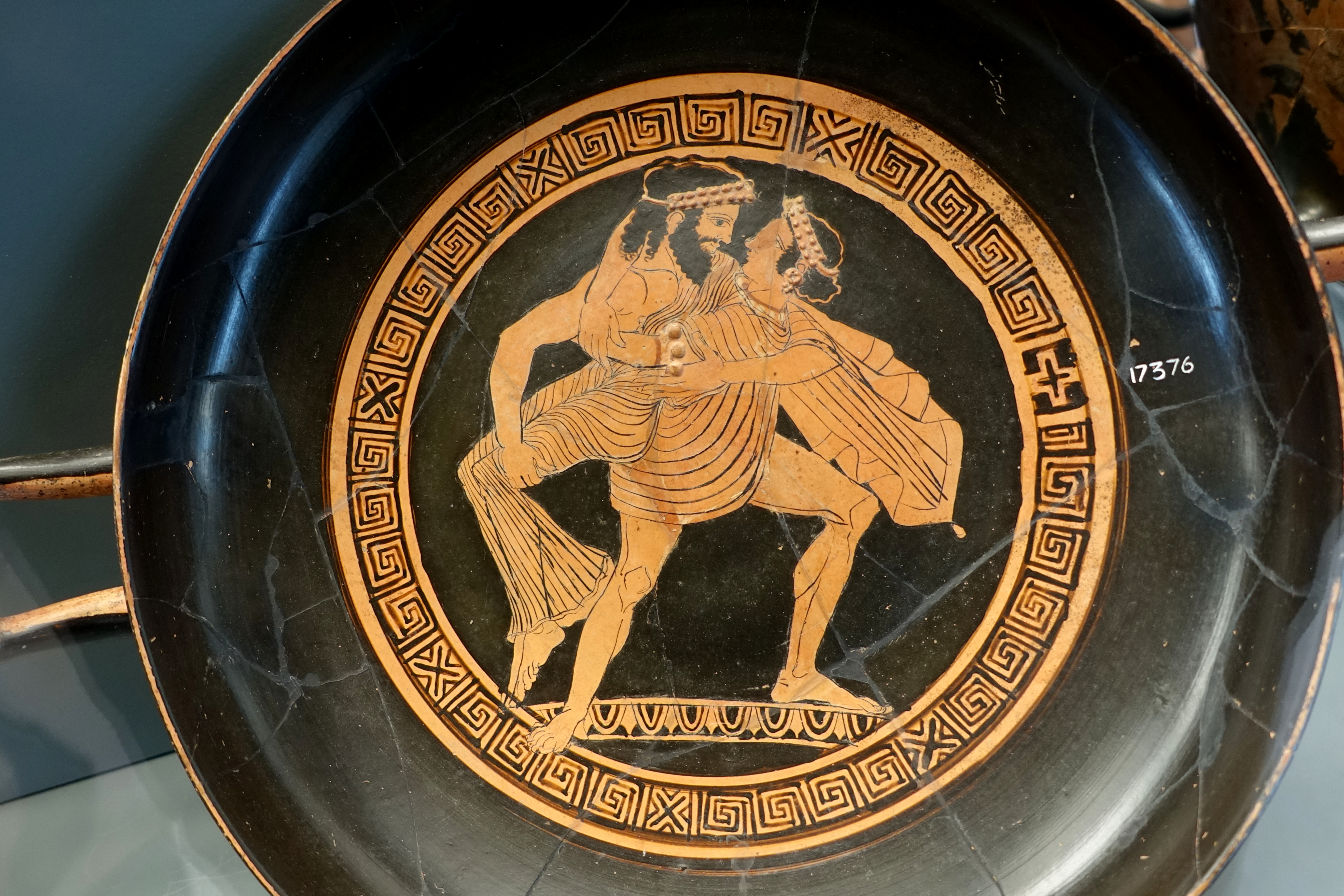
Kyliks etruski z Zeusem porywającym kobietę, ceramika czerwonofigurowa, 380-360 p.n.e. (Nr inw. 17376, sala XXI)
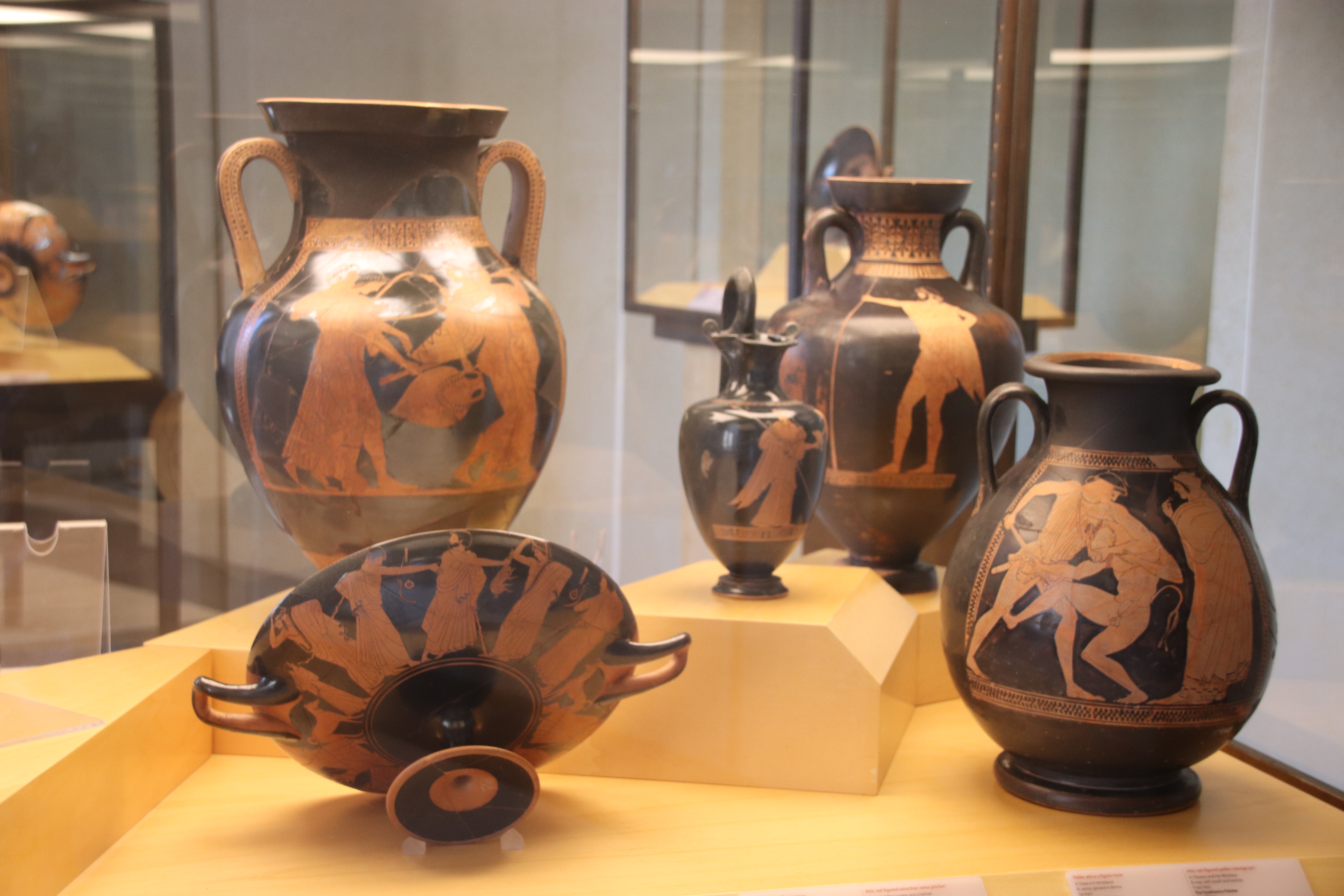
Fragment ekspozycji